# 華富邨

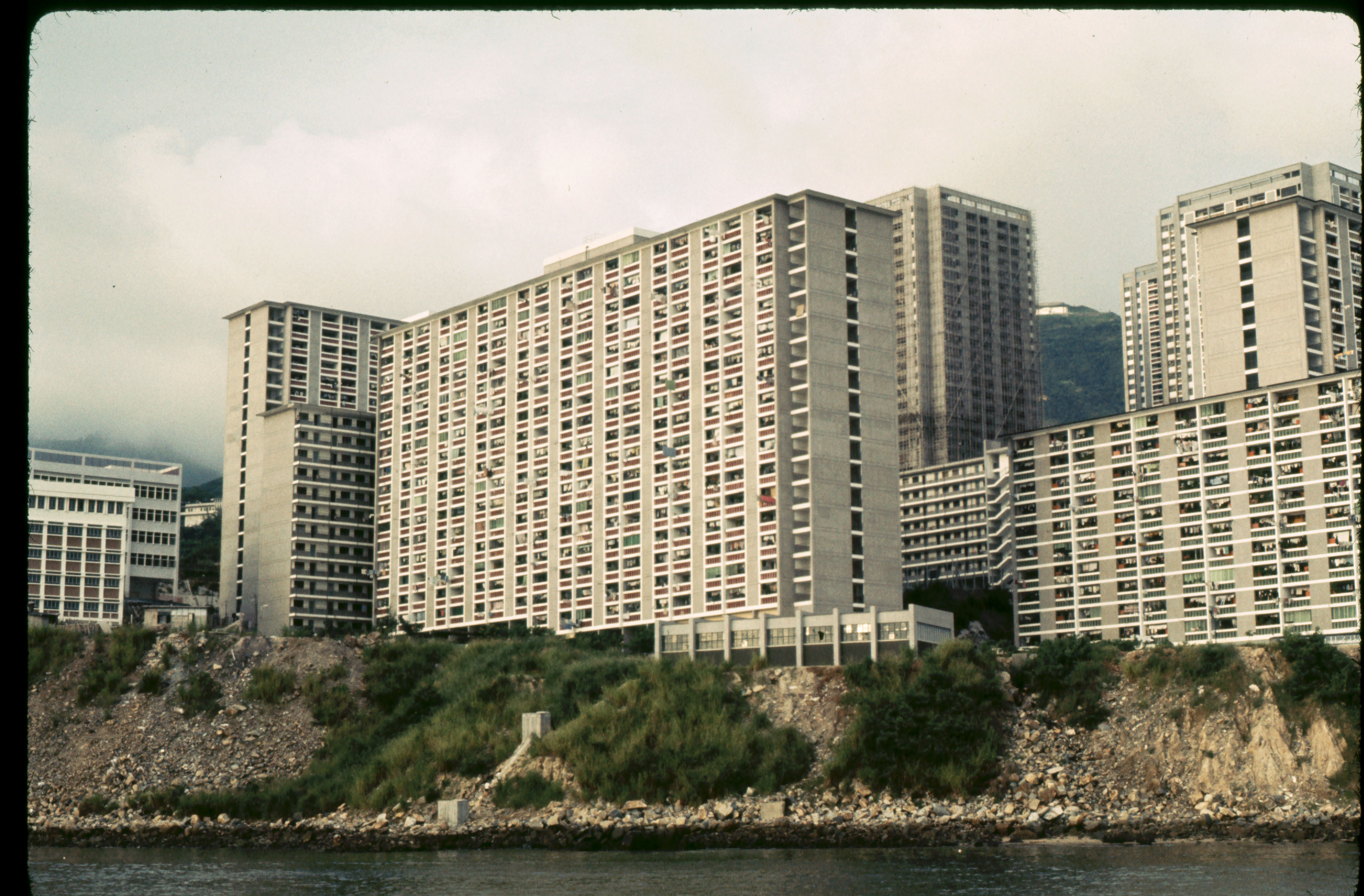
1970年剛落成不久的華富邨

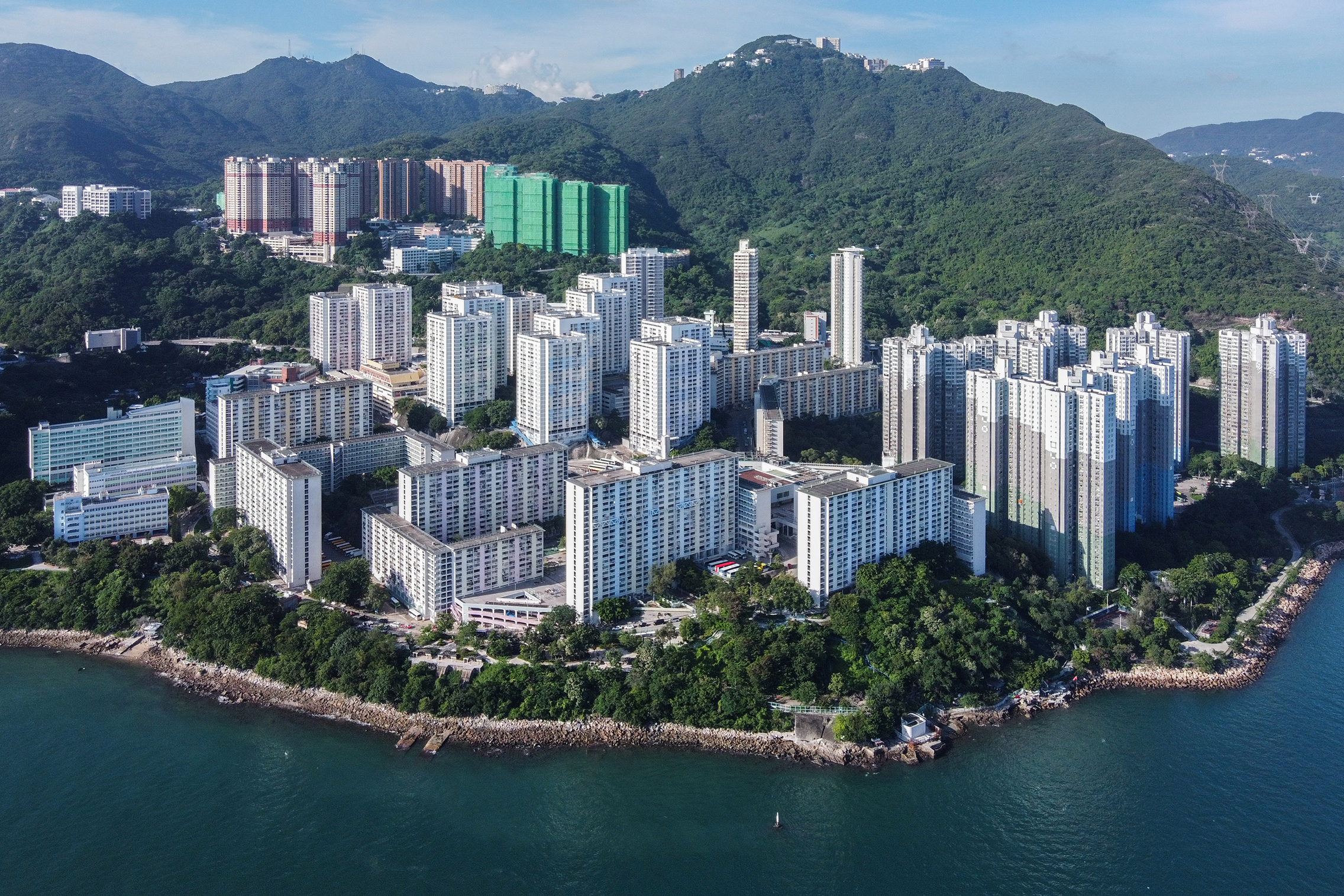
華富邨全貌

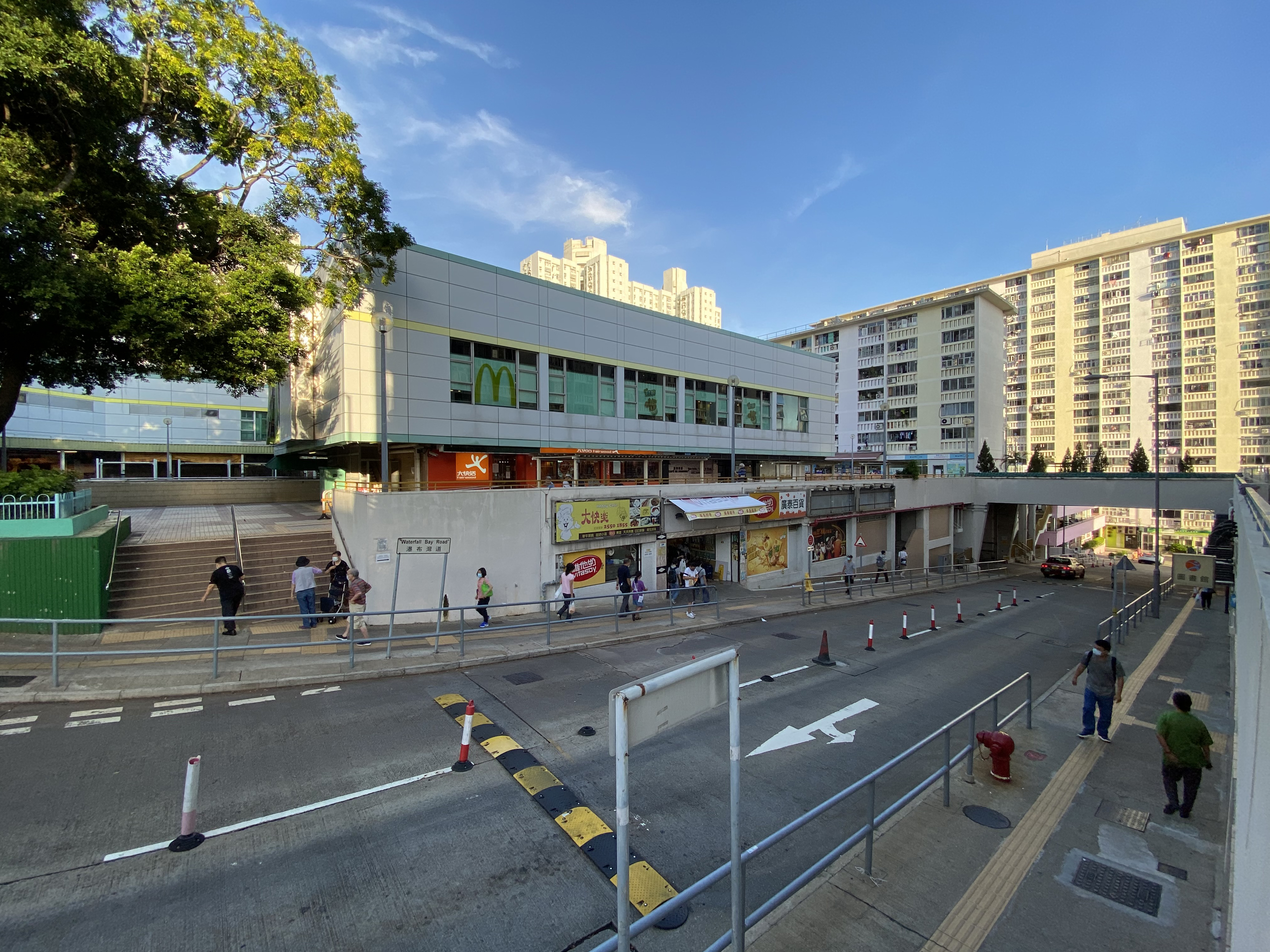
華富商場

華富邨（英語：Wah Fu Estate），位於香港島南區瀑布灣，鄰近貝沙灣、置富花園及華貴邨等。是香港著名的公共屋邨之一，因為部份樓宇可以看到海景及鄰近的貝沙灣，所以普遍有「平民豪宅」之稱。華富邨項目編號為UR06/RD14，由前香港屋宇建設委員會建築師廖本懷先生負責設計，並分別由德榮建築（第一、三、四期）、嘉民建設工程（第二期及華富（一）商場）及新昌營造（第五期及華富（二）商場）承建，而華富邨重建計劃則由房屋署總建築師（3）負責。
華富邨分5期落成，華富（一）邨於1967年11月至1969年2月分階段落成，而華富（二）邨則於1970-71年分階段落成，而1978年加建的華翠樓及華景樓亦正式落成。根據房委會周年報告，華富邨的人口在在1980至1981年度高峰時共有51,739人，2011年華富邨的總人口為27,953人，2021年減少至26,275人。
按計劃華富邨分3期計劃重建及搬遷，預計於2035年完成整個搬遷工程。

## 歷史

### 屋邨概要
華富邨原址為雞籠灣墳場，該墳場於1959年停用並拆卸，遺體遷移至新界和合石墳場。
華富邨的是房委會前身為香港屋宇建設委員會繼愛民邨、蘇屋邨、北角邨及西環邨後策劃建設的第三個屋邨，當時獲譽為遠東規模最大的地區性住宅計劃。
香港屋宇建設委員會將於1961年屋委會宣佈興建華富邨，是當時計劃興建的10座廉租屋邨之第8條屋邨，由前香港屋宇建設委員會建築師廖本懷設計。而根據1967年香港房屋委員會周年報告，提及項目會以「市鎮中心」概念發展。在樓高5層的大樓內，會設商場、街市、冰室、一間酒樓、銀行、一間社區會堂、郵政局、市政局的公共圖書館、各類醫療服務、青年中心，以及大量其他商業、文化及娛樂設施。邨內亦有3座多層停車場，各座天台均設有兒童遊樂場，並會成為屋邨的心臟。屋邨亦會設有大於2英畝的平台，可以望到香港仔漁港、鴨脷洲及南丫島的景色。
1968年9月27日，時任香港總督戴麟趾主持華富邨的開幕典禮，同時亦慶祝香港屋宇建設委員會第25,000個單位落成（位於華美樓9樓）。
華富邨在落成之初，並未吸引太多市民申請，原因是該邨在當時位處偏遠，交通非常不便，對外交通如前往中上環，僅能夠依靠一條狹窄的薄扶林道，即使來往最近的社區香港仔也要乘車，加上屋邨原址為雞籠灣墳場及香港日治時期的亂葬崗，使不少迷信的市民不願意申請入住。至落成該年，香港政府為了吸引市民入住，而播放了一齣名為「華富新邨」的宣傳影片，並請來藝人譚炳文作旁白。
不過華富邨入伙初期曾經發生多宗搶劫案，加上鄰近的瀑布灣亦發生致命意外下，導致當時不少家長都禁止兒童獨自離家，結果令公共空間和社區設施都非常少人使用。其中1973年的《南華早報》更以「華富邨的囚犯」（The prisoners of Wah Fu）作為標題，形容年輕居民只能「被困」屋內並感到苦悶。
當華富邨興建後，已於1974-1975年落成、在九龍何文田忠孝街和孝民街的愛民邨設計也依照華富邨的藍本並稍作改良，依山而建，讓更多居民能看到開揚的山景及維多利亞港，故愛民邨有九龍「華富邨」之稱。

### 公屋醜聞
於1980年代揭發的26座問題公屋醜聞，使香港房屋委員會發現全港共577座工務司署負責興建的公共屋邨出現問題。在1992年底開展第二個整體重建計畫拆卸周期時覆檢香港屋宇建設委員會及房委會負責興建的公共屋邨，揭發另有152座出現問題，當中包括華富邨華樂樓、華光樓、華珍樓、華康樓、華基樓、華昌樓及華興樓。當中狀況最差的華昌樓、華康樓及華樂樓混凝土強度分別只有6.45MPa、6.5MPa及6.8MPa，遠低於標準。由於混凝土強度遠低於標準令樓宇結構有問題，承力牆結構不足以承受樓宇負荷，所以這三座大廈於1996年需要加設大鋼架承擔部分荷載，以減輕承力牆負擔。華昌樓和華康樓需要封閉部份樓層以騰空安放巨型鋼架部件；華樂樓則毋須封閉樓層。而其餘同樣牽涉醜聞的大廈混凝土強度亦分別只有7MPa-10MPa左右，這些大廈亦需要作大型維修工程更換鋼筋及混凝土。

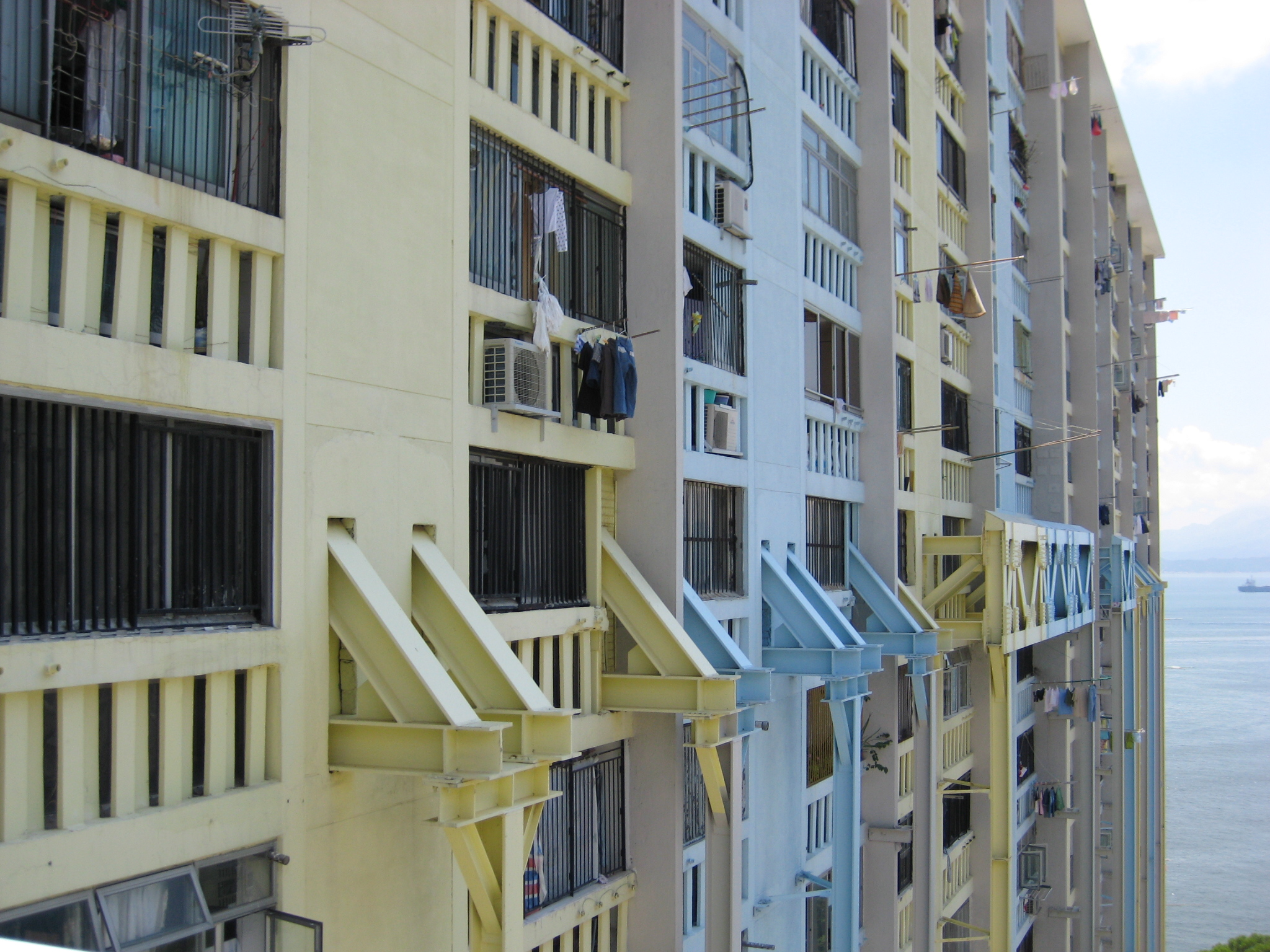
加上鋼架支撐的大廈
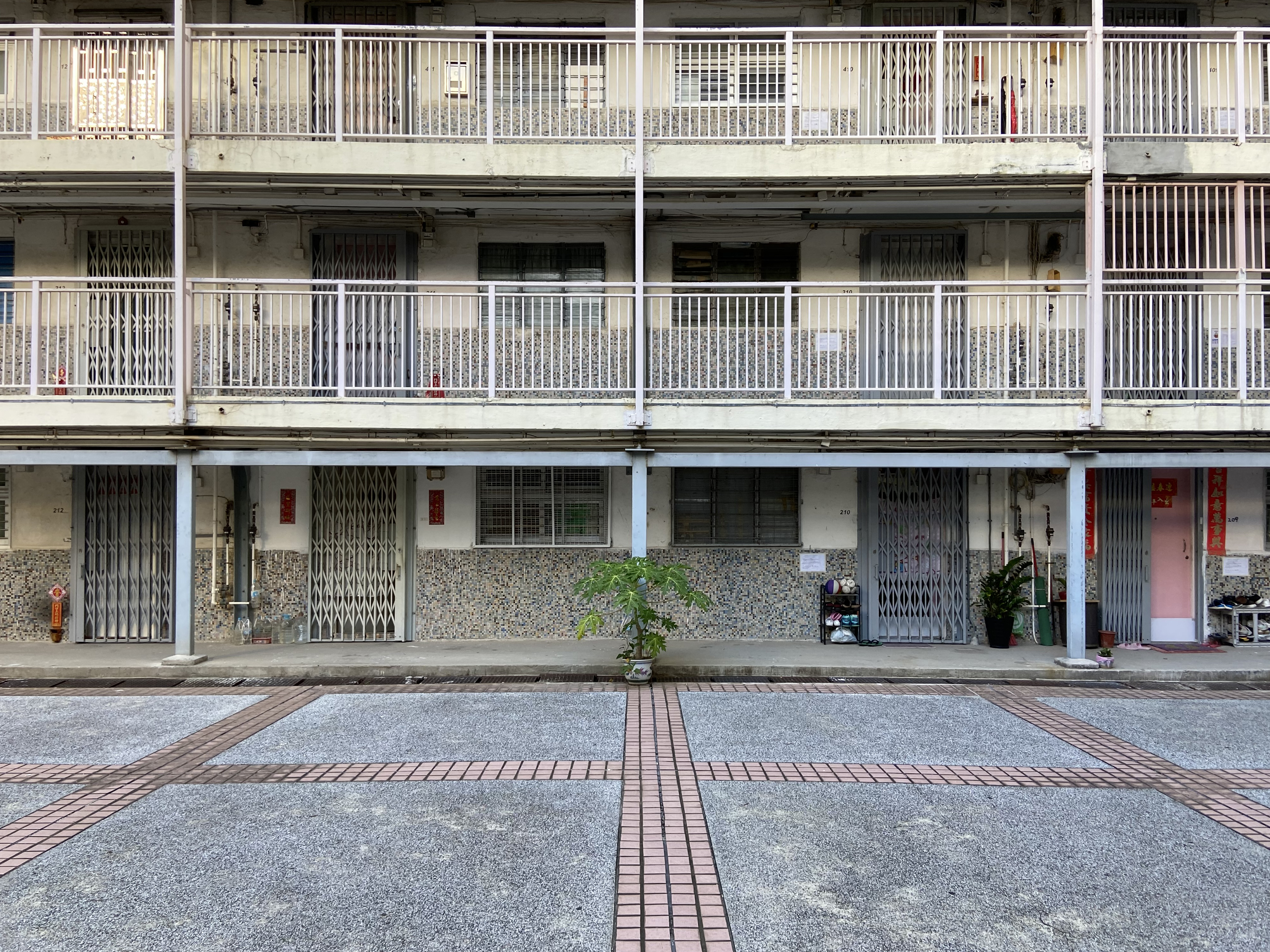
地下部份亦加上鋼架支撐
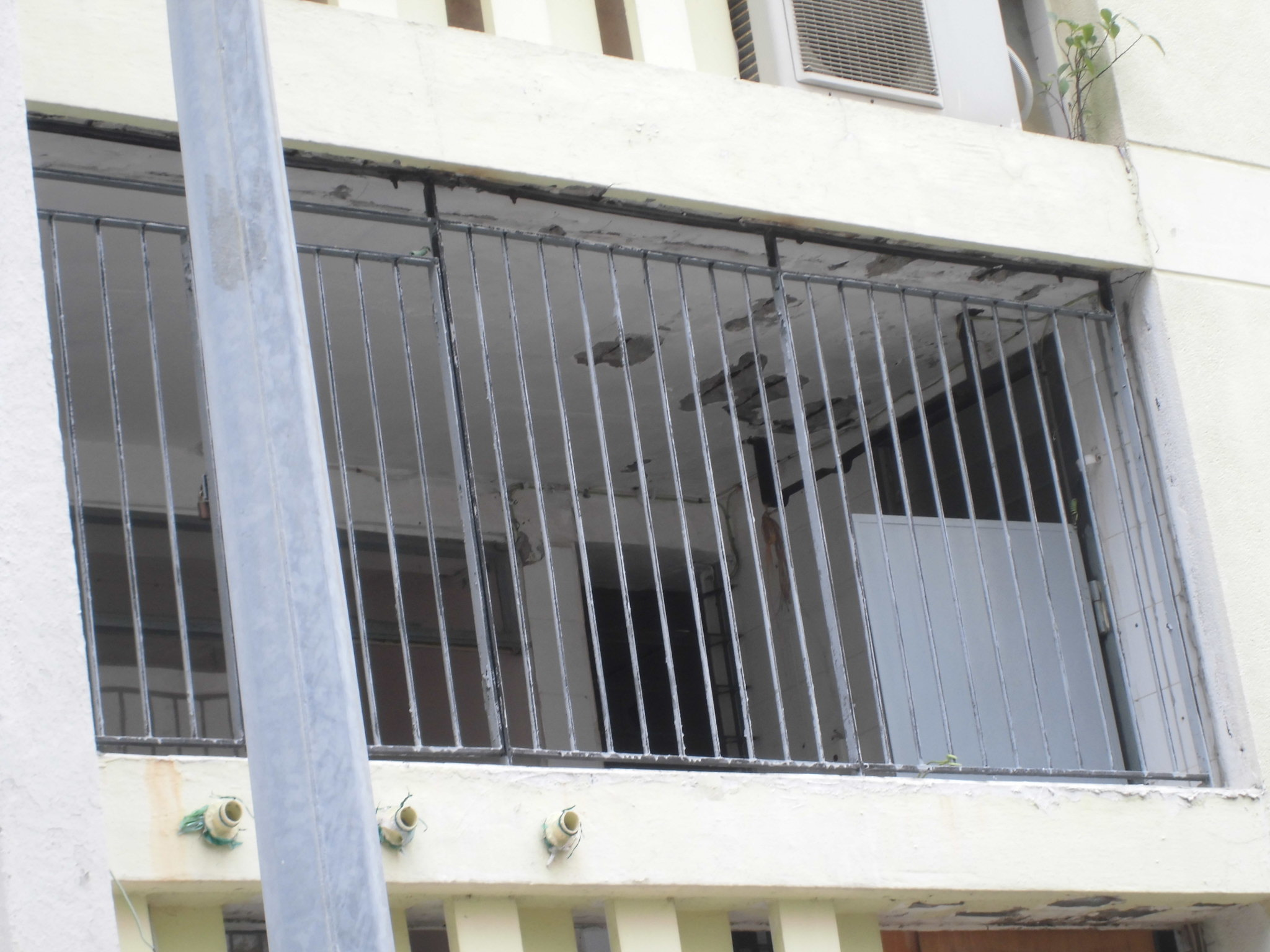
近觀其中一個空置單位，可見內部結構已有一點問題

### 2019冠狀病毒病香港疫情
政府在2022年2月14日晚上8時起把香港仔華富邨華裕樓（不包括華信樓）設為「受限區域」，居民需在當晚午夜12時前起接受檢測，目標在翌日中午12時完成行動。
政府在2022年3月31日晚上5時起把香港仔華富邨華景樓（不包括華生樓）設為「受限區域」，居民需在當日晚上10時前起接受檢測，目標在翌日中午1時完成行動。

## 未來發展

### 清拆及重建計劃
由於繼深水埗區蘇屋邨、華富邨在樓宇結構目前仍然安全上的詬病，房委會曾經計劃將華富邨全邨清拆及重建。至2008年年初，房屋委員會證實華富邨的整體結構仍然安全，加上同區一帶新落成的公共屋邨少，難以安置受到重建影響的居民，故此於15年內都不會清拆華富邨。不過對於個別情況比較差的大廈（大部份為海旁低層大廈），基於復修費用高昂，考慮到成本問題，則需要於短期內清拆才能夠解決問題。
到了2012年11月，香港報章引述消息透露，房屋署正在研究重建華富邨，同時期望增加單位供應，從而舒緩公屋輪候冊上的申請情況。
至2014年1月15日，時任為香港行政長官梁振英透過後《2014年度香港行政長官施政報告》宣佈重建華富邨，包括將連同該邨在內的6幅地皮（包括華景街和華富邨北兩幅休憩用地、華樂徑一幅「政府、機構或社區用地」、置富花園東面一幅住宅用地以及雞籠灣一幅綠化地帶）納入重建計劃中，在放寬發展限制及將地積比率從當前的5倍提升至6倍後，整個重建區域將會至少增加約12,000個單位，合共可以興建逾20,900個公共屋邨及居屋單位，同時考慮興建港鐵南港島綫（西段）以配合該區域的人口增長。同年9月17日，運輸及房屋局公佈《鐵路發展策略2014》，宣佈落實興建包括華富站在內的南港島綫西段，預計於2021年動工、2026年通車。
直到2020年11月，有近54年歷史的華富邨，房屋委員會宣佈重建華富邨、分五期進行清拆，現時尚未有公佈重建計劃；一直至到了2043年便完成重建香港仔華富邨的新公屋興建項目共有15幢住宅大廈，再增設南港島綫（西段）的華富站連接（華安樓及華樂樓之間）。
舊的華富邨樓宇於1966至1979年間入伙；意味著2020年的11月起、開始分為第五期局部清拆計劃重建因工程開始而封閉，重建後的新樓宇分別已於2021-2040年期間搬遷展開清拆重建，至2043年分三期入伙後，完成整個華富邨重建計劃歷時開展將長達逾22年。華富邨重建工程於2021年中展開，華康街北面的山坡範圍被劃為5幅遷置用地之一。
另外，民間團體「華富邨研究工作小組」在2016年開始為華富邨進行研究及公眾參與活動，希望能夠利用社會學及園境學角度，記錄邨內的歷史與人情風味，並分析空間設計和展望將來新屋邨的規劃。
2023年4月，運流局表示南港島綫西段發展需視乎華富邨一帶發展進度，預計2027到2028年起，首批華富邨居民遷移後，可展開建造工程，最快2034年落成啟用。
2024年3月13日，房委會表示首階段搬遷華富一邨的華安樓和華樂樓（第1a期），共有895戶居民受影響。該批居民將遷入2026年落成的華景街公營房屋，並可於「綠置居2023」起的資助房屋計劃中獲優先揀樓資格。
2024年12月6日，房委會表示由於南港島綫（西段）將會採用智慧綠色集體運輸系統，位於華安樓及華樂樓原先需要預留興建車站的第1a期土地可以提早釋放及重建，因此屬於第3期的華翠樓和華景樓租戶將可以提早至2034至2035年遷置到新的第1a期住宅，讓重建計劃提早6年完成。

## 屋邨資料

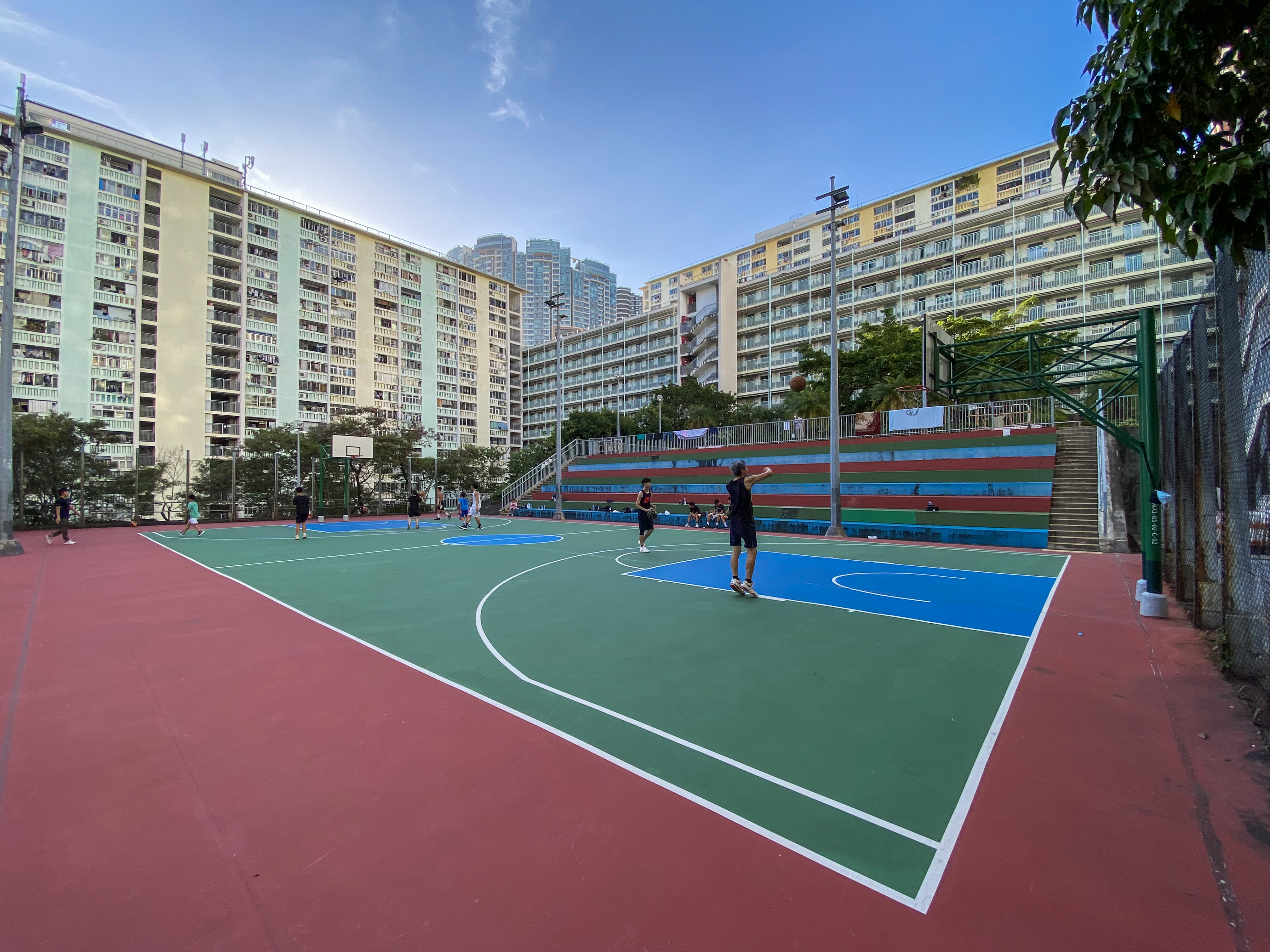
華富(一) 邨籃球場

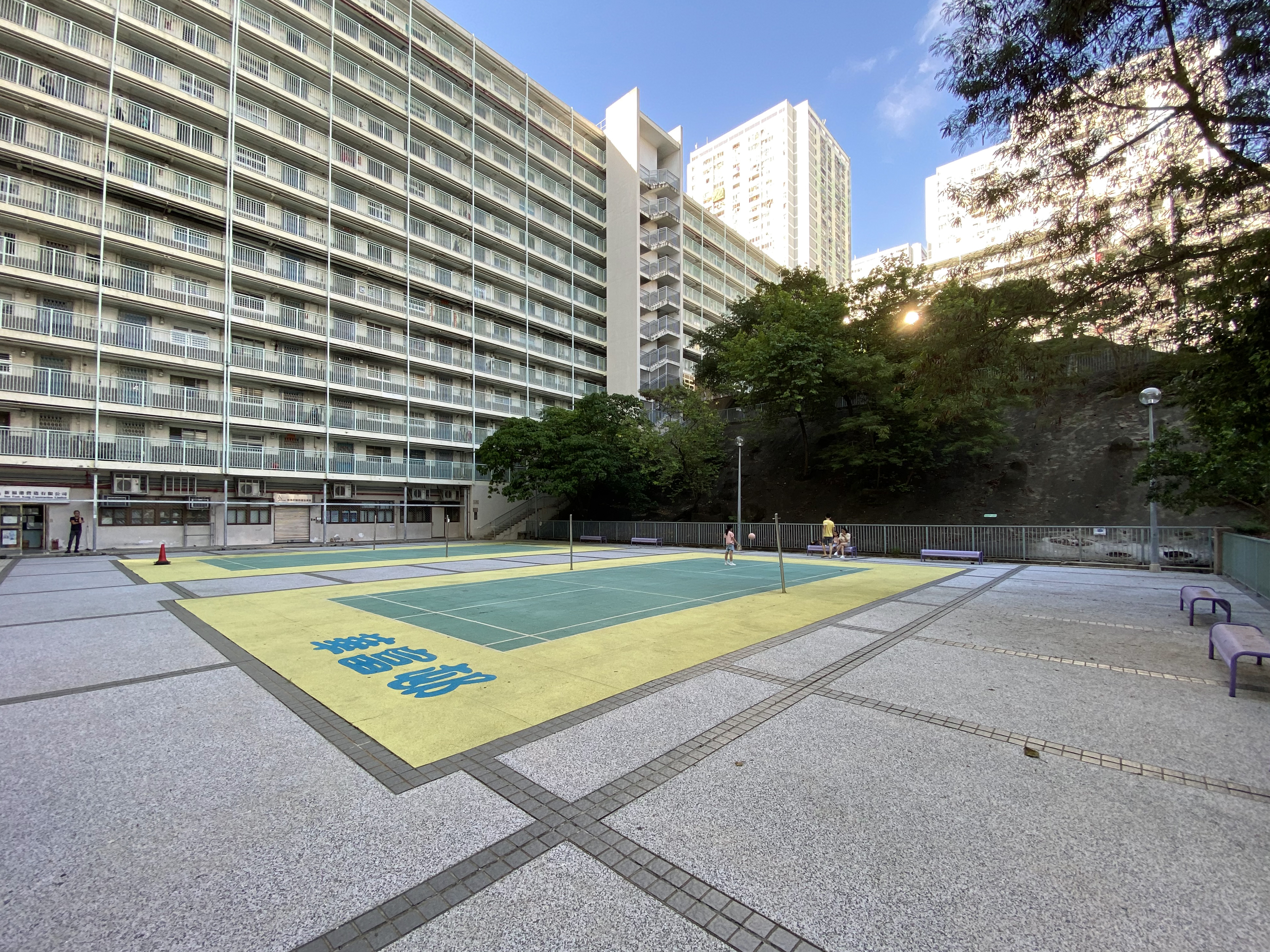
華明樓對出的羽毛球場

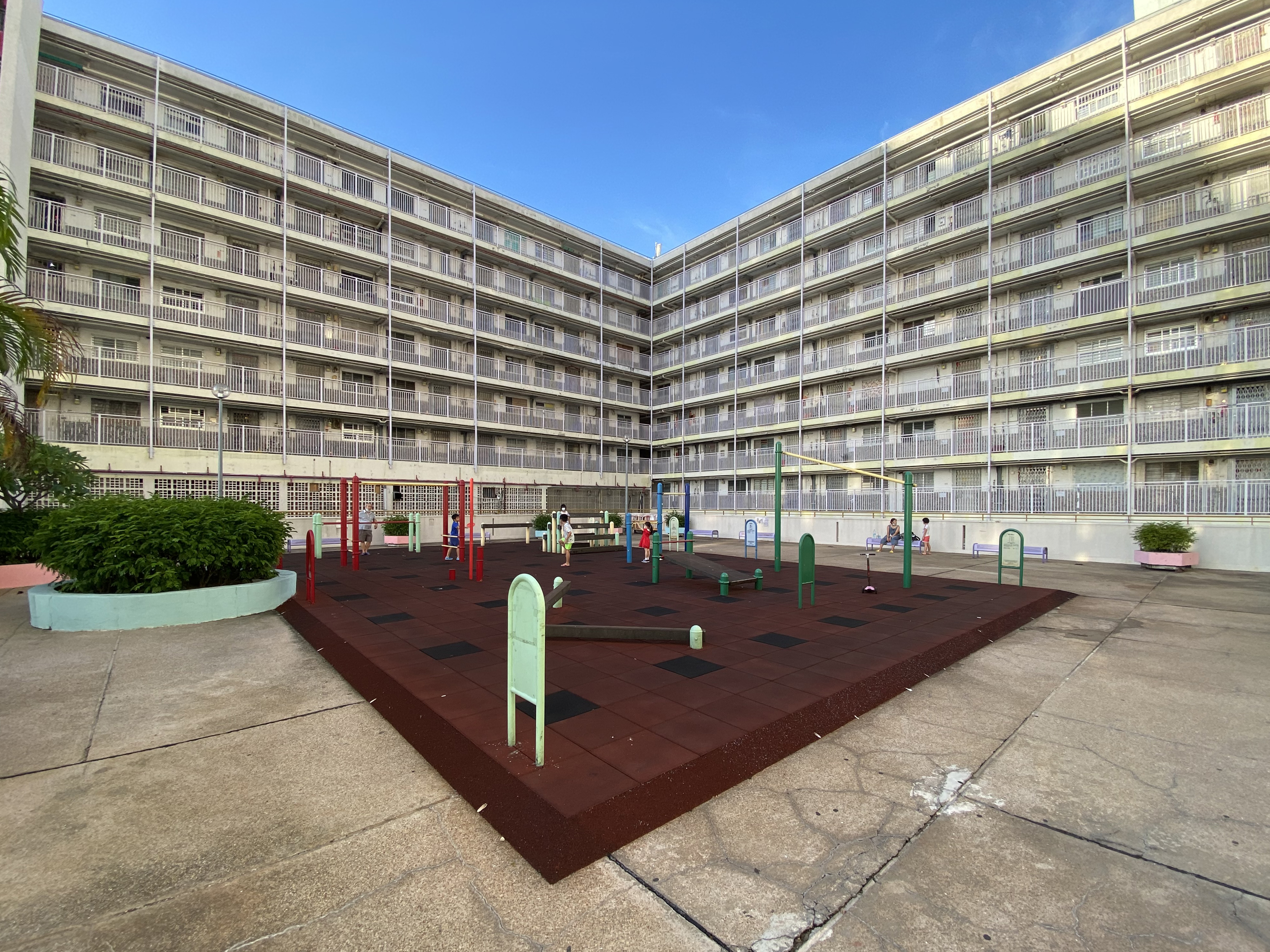
華光樓平台兒童遊樂場

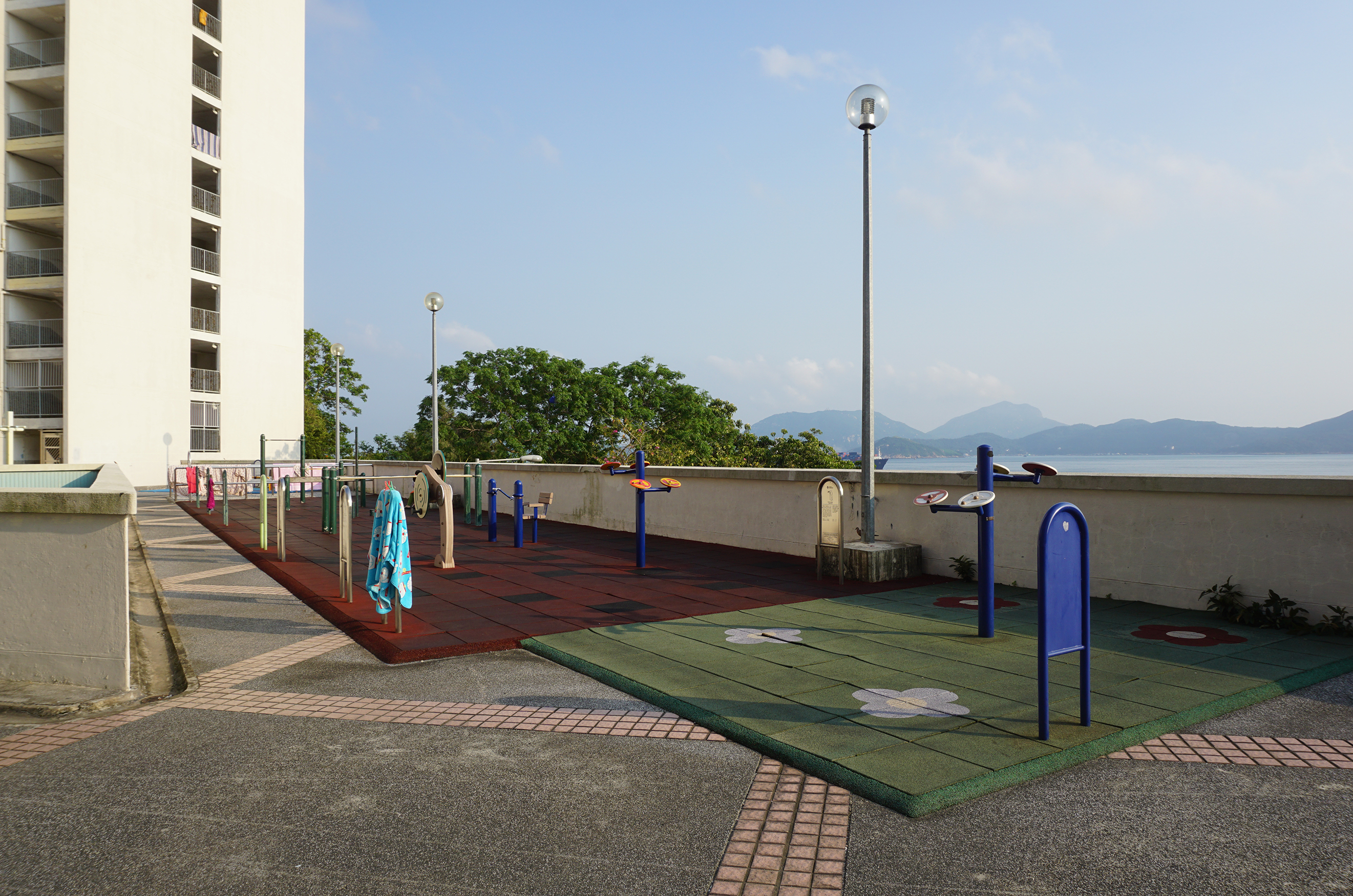
華富(一) 邨海景健體區及卵石路步行徑

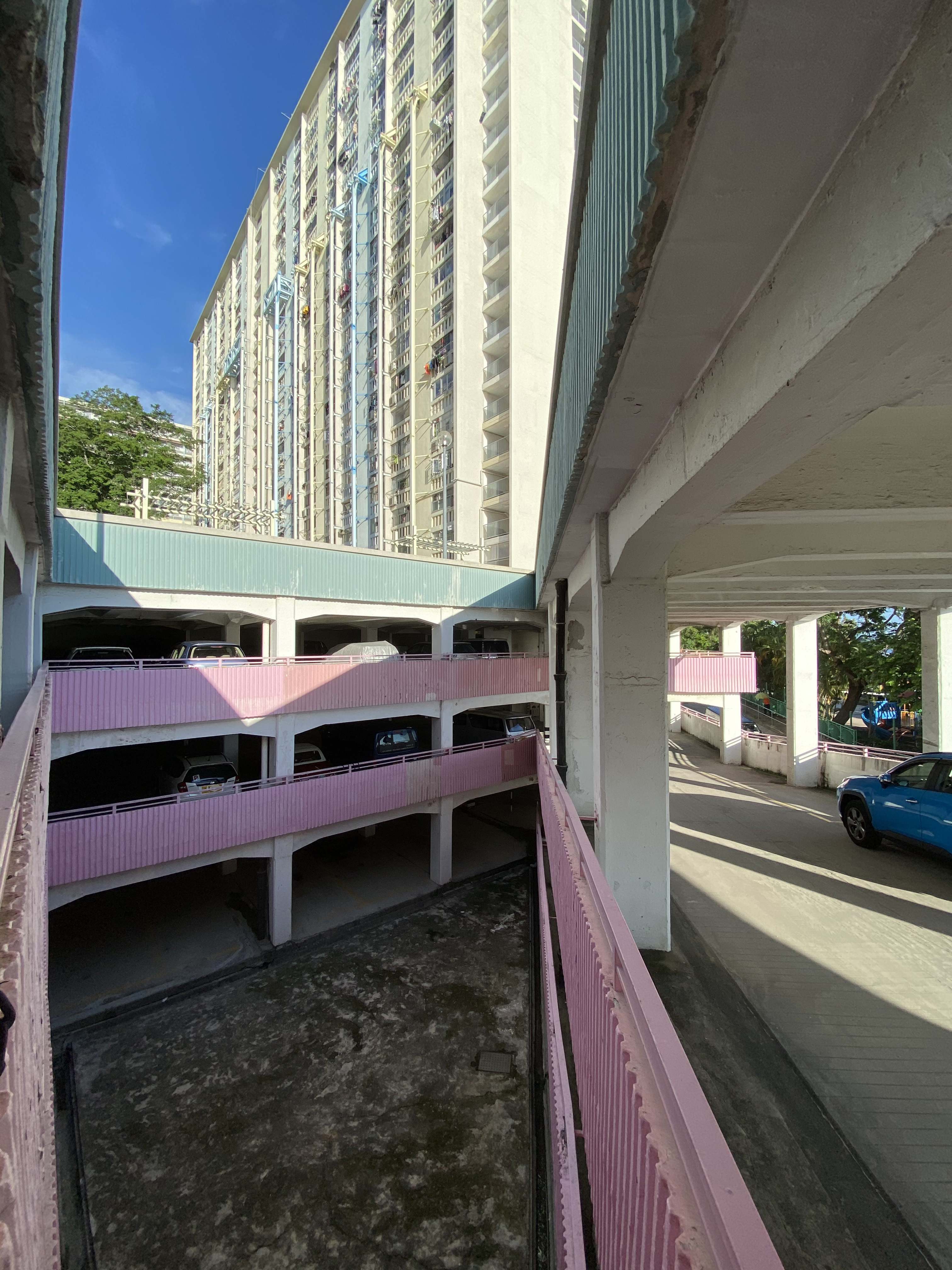
華富(一) 邨C停車場

### 規劃
華富邨是香港首個以市鎮形式出現的屋邨，令屋邨居民的基本生活所需可自給自足，邨內設有獨立的商場，在當時來說可說是一個創舉。除了街市、停車場及學校等等設施外，還有一所小型圖書館：薄扶林公共圖書館，連自修室，是當時繼大會堂公共圖書館後第二個在港島區的公共圖書館。
在下邨方面，當時政府透過簡單改動地形，在華清、華基、華明及華信之間的位置設立籃球場、羽毛球場、兒童遊樂場及花園等設施，並加設樓梯連接。而上邨設施比較零碎，主要位於大廈四周及天台平台。

### 設計
華興樓及華昌樓是香港首批落成的雙塔式大廈，有別了從前的中央走廊式及露台相連式大廈。在華富邨，近海邊的大廈主要是較矮的大廈，而較遠離海邊的大廈是高於20層的雙塔式大廈，此種設計佈局令更多住戶擁有海景，同時各住戶更享有露台等設備，所以有「平民豪宅」之稱。
另外，華富邨設計的公屋有着與自然環境的配合，園林與建築並重。而所有單位皆設有獨立廚房、浴室和露台，實用性和居住環境較政府廉租屋邨和徙置大廈理想，成為將來公屋設計典型藍本。因此香港房屋委員會在1973年4月1日成立後，大部份在1970-1980年代由香港房屋委員會規劃及落成的公共屋邨依照華富邨設計改良而成（例如愛民邨、麗瑤邨、長青邨、禾輋邨、大元邨等）。

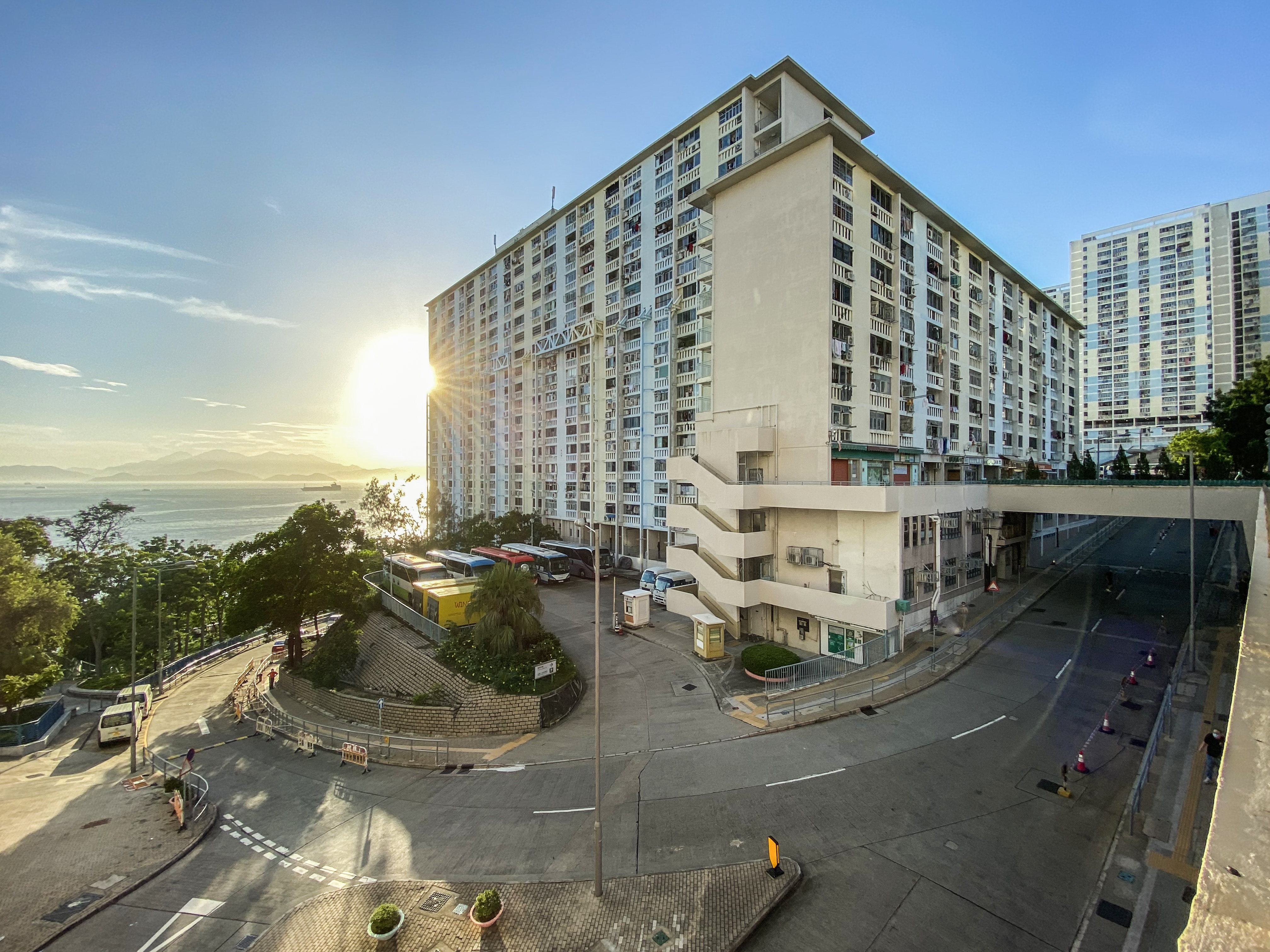
華富邨靠近海邊，有「平民豪宅」之稱
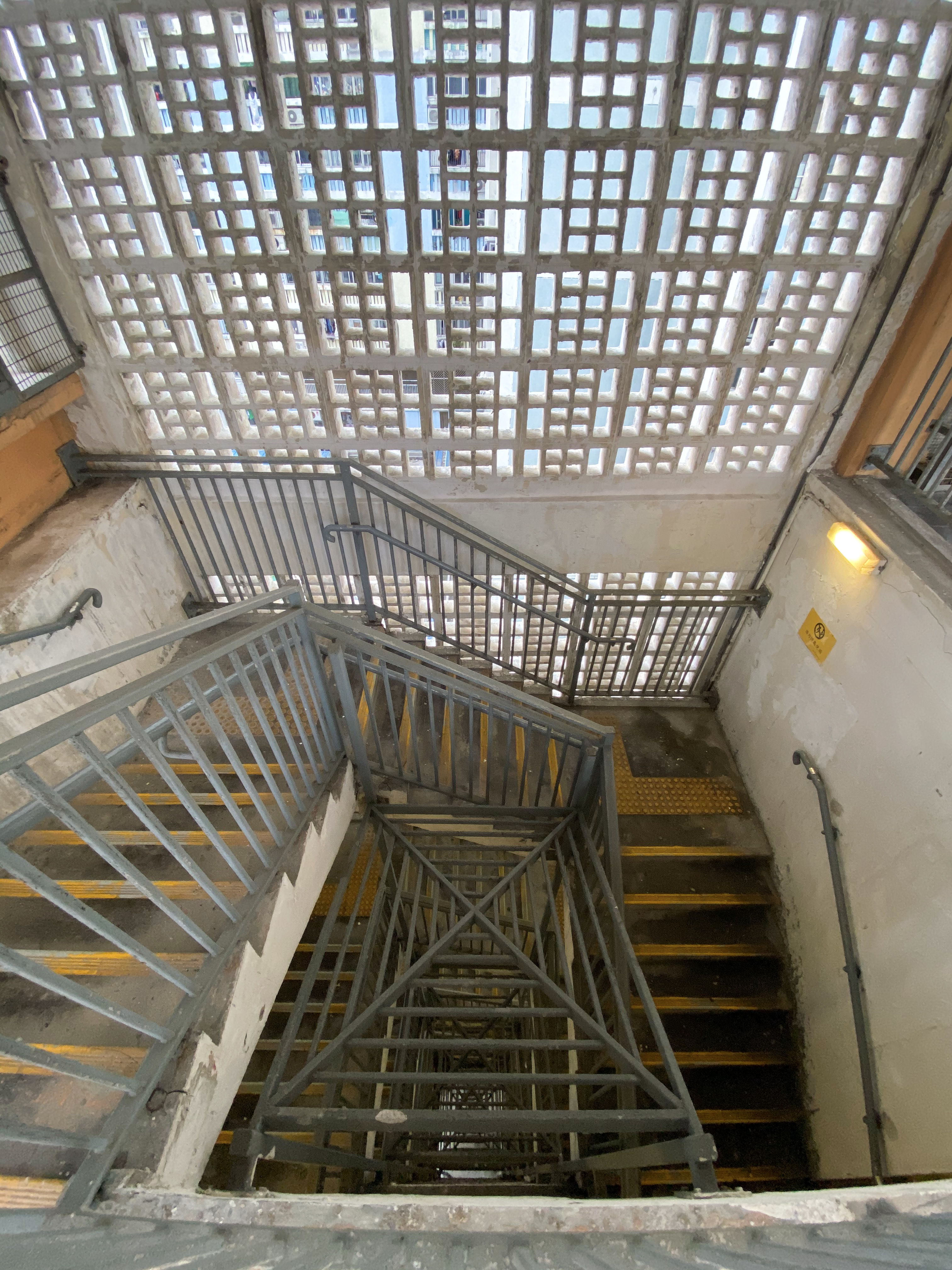
華富邨（二）邨停車場樓梯外牆採用通風設計
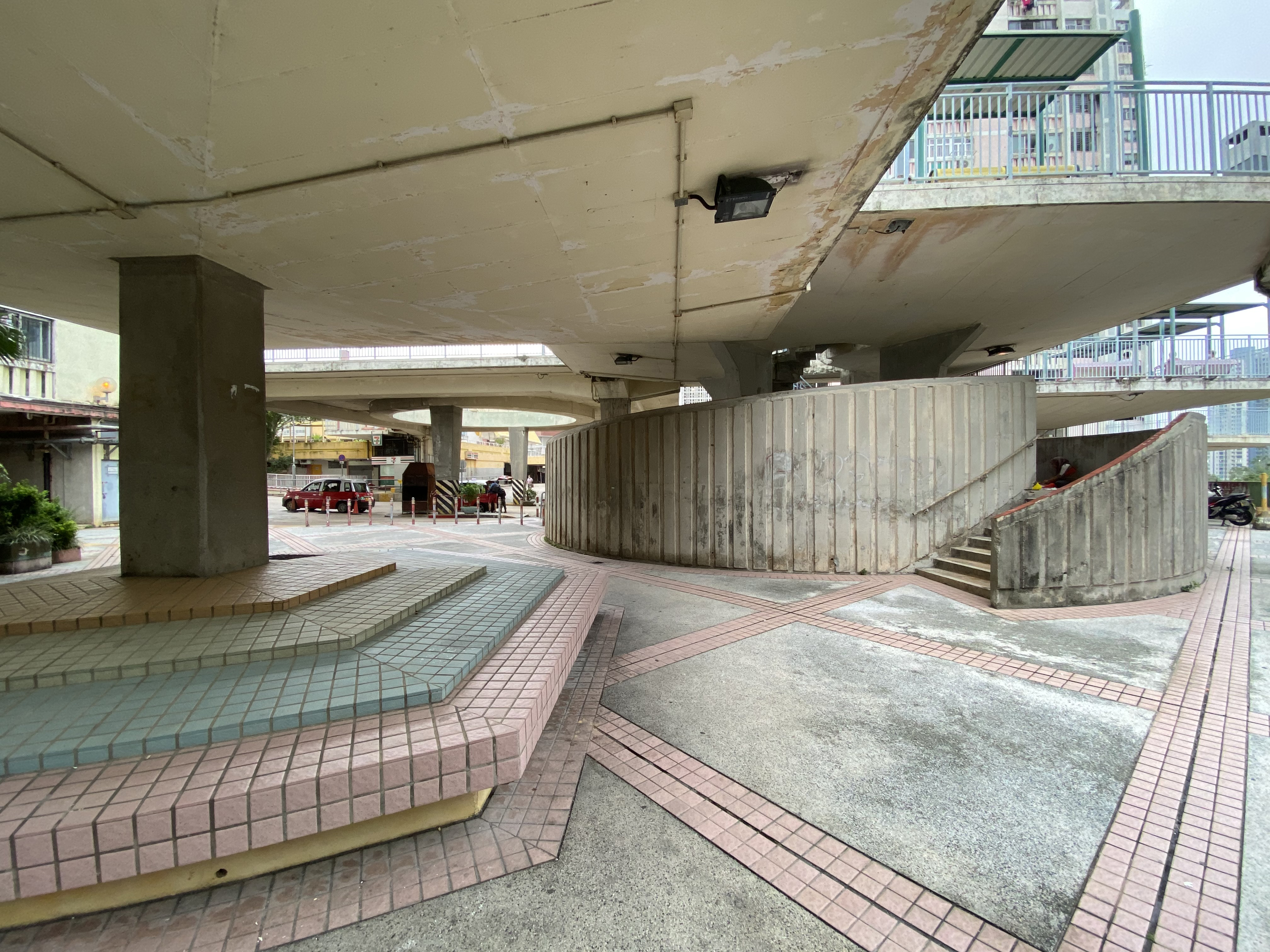
華富（二）邨平台光井和樓梯
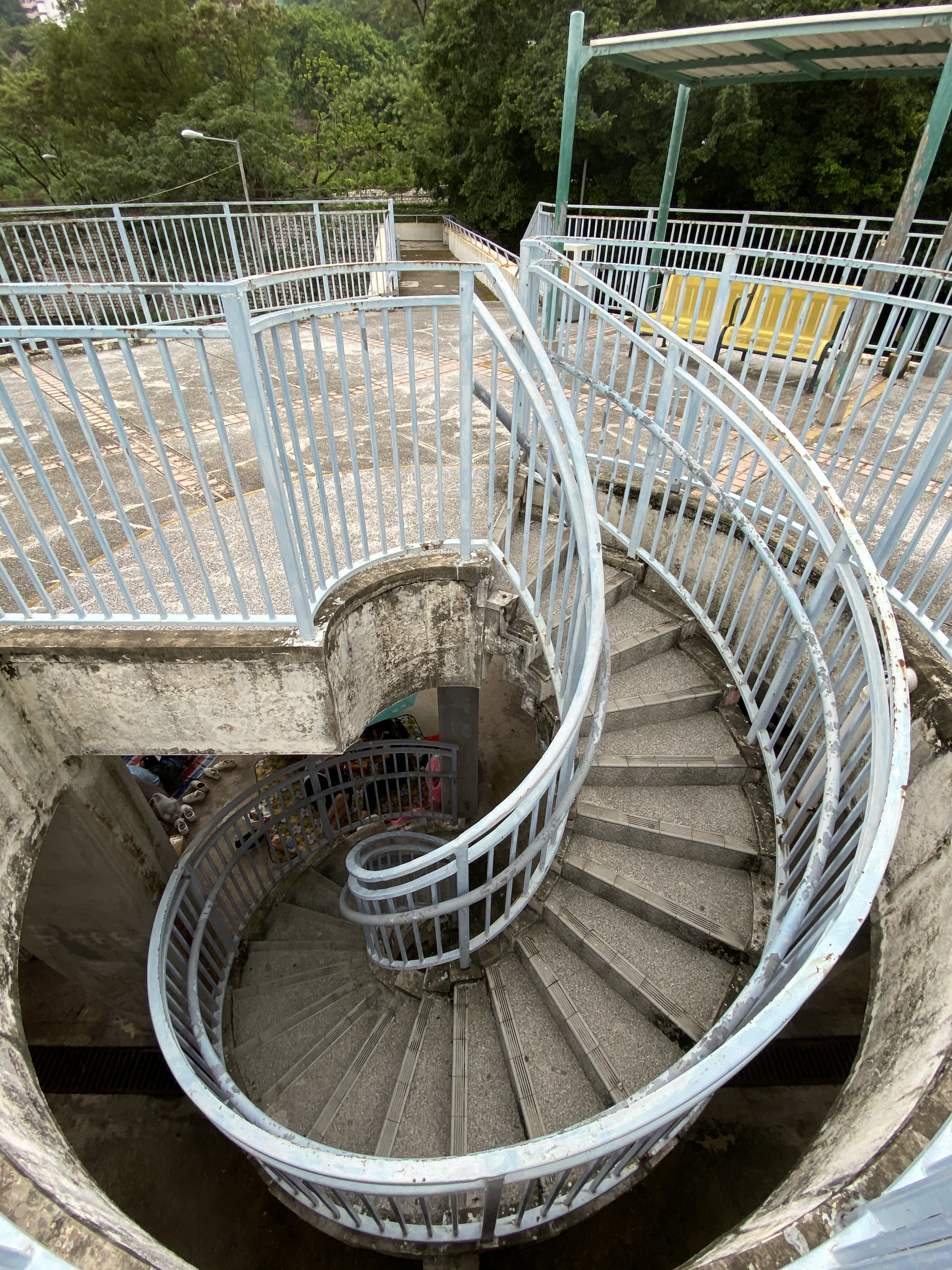
華富（二）邨平台樓梯
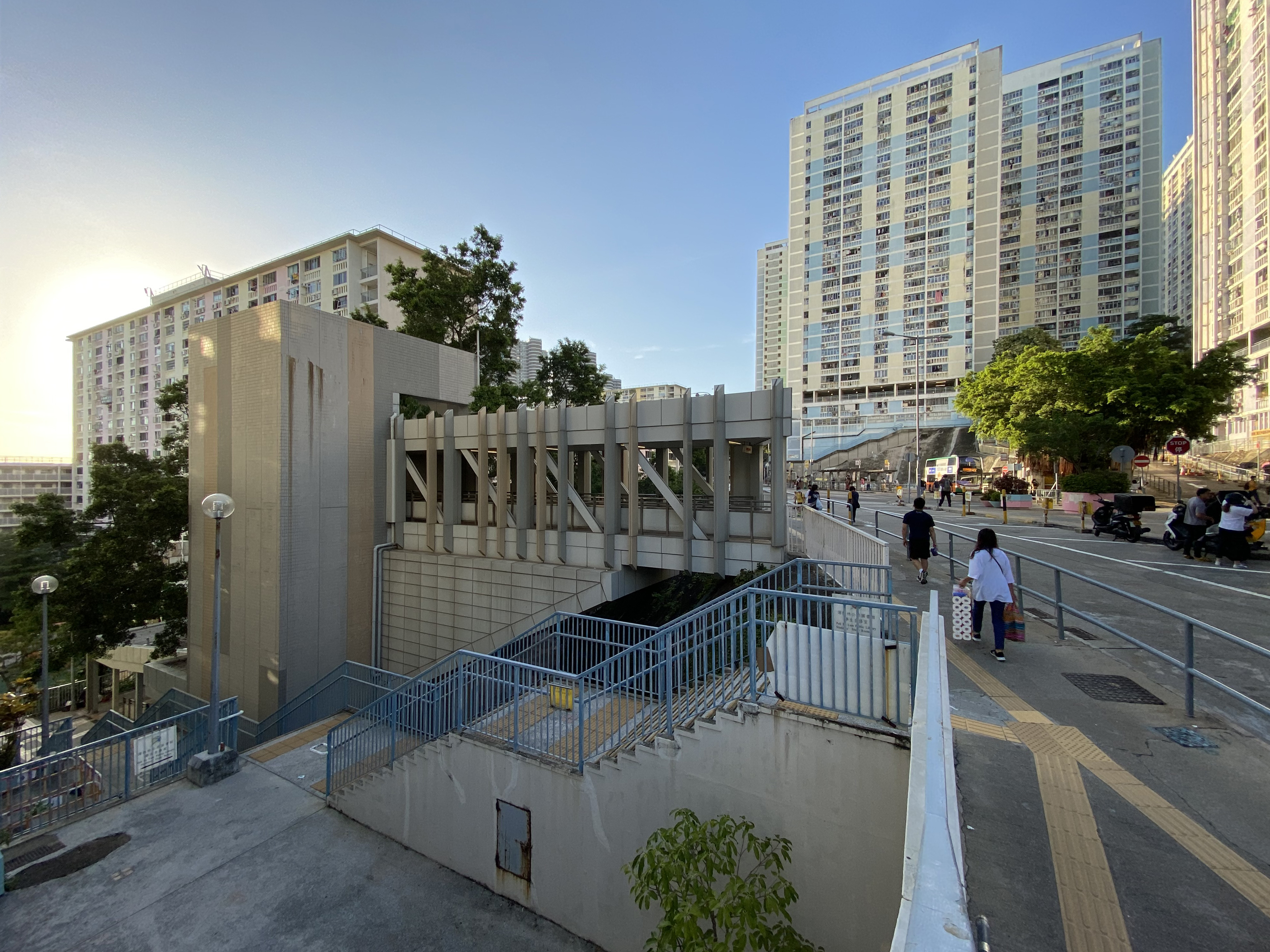
華富邨近年增設升降機塔作為連接

### 樓宇列表

#### 現時樓宇
| 樓宇名稱（座號）     | 門牌號碼     | 樓宇類型                  | 落成日期   | 樓宇層數 | 每層伙數             | 單位數目 | 建築師                          | 承建商       | 提供升降機服務的廠商 （更換前） | 提供升降機服務的廠商 （更換後） | 期數 | 預計拆卸年份 |
| -------------------- | ------------ | ------------------------- | ---------- | -------- | -------------------- | -------- | ------------------------------- | ------------ | ------------------------------- | ------------------------------- | ---- | ------------ |
| 華安樓（第1及2座）   | 華富道15號   | 舊長型大廈（單邊設計）    | 1968年2月  | 13       | 32                   | 416      | 廖本懷 （屋宇建設委員會建築師） | 德榮建築     | 三菱 ACR（AC/2）                | 東芝 CV60（VVVF）               | 1    | 2026-27年    |
| 華樂樓（第3及4座）   | 華富道18號   | 舊長型大廈（單邊設計）    | 1968年2月  | 13       | 44                   | 572      | 廖本懷 （屋宇建設委員會建築師） | 德榮建築     | 三菱 ACR（AC/2）                | 三菱 Elemotion（VVVF）          | 1    | 2026-27年    |
| 華光樓（第5及6座）   | 瀑布灣道3號  | 舊長型大廈（單邊設計）    | 1968年3月  | 13       | 26                   | 338      | 廖本懷 （屋宇建設委員會建築師） | 德榮建築     | 三菱 ACR（AC/2）                | 東芝 CV60（VVVF）               | 1    | 2031-32年    |
| 華美樓（第7座）      | 瀑布灣道3號  | 舊長型大廈 （中央走廊式） | 1968年3月  | 19       | 34                   | 544      | 廖本懷 （屋宇建設委員會建築師） | 德榮建築     | 三菱 ACR（AC/2）                | 東芝 CV60（VVVF）               | 1    | 2031-32年    |
| 華珍樓（第8及9座）   | 瀑布灣道8號  | 舊長型大廈 （單邊設計）   | 1968年9月  | 13       | 24                   | 312      | 廖本懷 （屋宇建設委員會建築師） | 嘉民建設工程 | 三菱 ACR（AC/2）                | 三菱 Elemotion（VVVF）          | 2    | 2031-32年    |
| 華康樓（第10座）     | 瀑布灣道8號  | 舊長型大廈 （中央走廊式） | 1968年9月  | 20       | 36 （2&3樓有老人院） | 720      | 廖本懷 （屋宇建設委員會建築師） | 嘉民建設工程 | 三菱 ACR（AC/2）                | 三菱 Elemotion（VVVF）          | 2    | 2031-32年    |
| 華基樓（第11及12座） | 瀑布灣道8號  | 舊長型大廈 （單邊設計）   | 1968年10月 | 13       | 24                   | 168      | 廖本懷 （屋宇建設委員會建築師） | 德榮建築     | 三菱 ACR（AC/2）                | 東芝 CV60（VVVF）               | 3    | 2031-32年    |
| 華信樓（第13座）     | 瀑布灣道8號  | 舊長型大廈 （中央走廊式） | 1968年10月 | 19       | 34                   | 544      | 廖本懷 （屋宇建設委員會建築師） | 德榮建築     | 三菱 ACR（AC/2）                | 東芝 CV60（VVVF）               | 3    | 2031-32年    |
| 華裕樓（第14及15座） | 瀑布灣道8號  | 舊長型大廈 （單邊設計）   | 1968年10月 | 11       | 26                   | 260      | 廖本懷 （屋宇建設委員會建築師） | 德榮建築     | 三菱 ACR（AC/2）                | 東芝 CV60（VVVF）               | 3    | 2031-32年    |
| 華清樓（第16及17座） | 瀑布灣道8號  | 舊長型大廈 （單邊設計）   | 1968年10月 | 14       | 34                   | 544      | 廖本懷 （屋宇建設委員會建築師） | 德榮建築     | 三菱 ACR（AC/2）                | 東芝 CV60（VVVF）               | 3    | 2031-32年    |
| 華明樓（第18座）     | 瀑布灣道8號  | 舊長型大廈 （中央走廊式） | 1968年10月 | 18       | 34                   | 544      | 廖本懷 （屋宇建設委員會建築師） | 德榮建築     | 三菱 ACR（AC/2）                | 東芝 CV60（VVVF）               | 3    | 2031-32年    |
| 華建樓（第19座）     | 瀑布灣道31號 | 舊長型大廈 （中央走廊式） | 1969年2月  | 18       | 34                   | 544      | 廖本懷 （屋宇建設委員會建築師） | 德榮建築     | 三菱 ACR（AC/2）                | 東芝 CV60（VVVF）               | 3    | 2027-28年    |

| 樓宇名稱（座號） | 門牌號碼   | 樓宇類型   | 落成日期  | 樓宇層數              | 每層伙數                   | 單位數目（伙） | 建築師                          | 承建商   | 提供升降機服務的廠商 （更換前） | 提供升降機服務的廠商 （更換後） | 期數 | 預計拆卸年份 |
| ---------------- | ---------- | ---------- | --------- | --------------------- | -------------------------- | -------------- | ------------------------------- | -------- | ------------------------------- | ------------------------------- | ---- | ------------ |
| 華昌樓（第20座） | 華昌街2號  | 雙塔式大廈 | 1970年7月 | 24（高座） 21（低座） | 40（2-20樓） 20（21-24樓） | 1240           | 廖本懷 （屋宇建設委員會建築師） | 德榮建築 | 三菱 ACR（AC/2）                | 三菱 Elemotion（VVVF）          | 4    | 2027-28年    |
| 華興樓（第21座） | 華昌街6號  | 雙塔式大廈 | 1970年7月 | 24（高座） 21（低座） | 40（2-20樓） 20（21-24樓） | 1240           | 廖本懷 （屋宇建設委員會建築師） | 德榮建築 | 三菱 ACR（AC/2）                | 東芝 CV60（VVVF）               | 4    | 2031-32年    |
| 華泰樓（第22座） | 華昌街5號  | 雙塔式大廈 | 1971年6月 | 24（高座） 21（低座） | 40（2-20樓） 20（21-24樓） | 1240           | 廖本懷 （屋宇建設委員會建築師） | 德榮建築 | 三菱 ACR（AC/2）                | 東芝 CV60（VVVF）               | 4    | 2027-28年    |
| 華生樓（第23座） | 華昌街7號  | 雙塔式大廈 | 1971年6月 | 24（高座） 21（低座） | 40（2-20樓） 20（21-24樓） | 1240           | 廖本懷 （屋宇建設委員會建築師） | 德榮建築 | 三菱 ACR（AC/2）                | 東芝 CV60（VVVF）               | 4    | 2031-32年    |
| 華翠樓（第24座） | 華昌街11號 | 雙塔式大廈 | 1978年    | 24（高座） 21（低座） | 40（2-20樓） 20（21-24樓） | 1240           | 廖本懷 （屋宇建設委員會建築師） | 新昌營造 | 英國通用電氣-快而安 （AC/2）    | 三菱 NexWay-S（VVVF）           | 5    | 2034-35年    |
| 華景樓（第25座） | 華昌街10號 | 雙塔式大廈 | 1978年    | 24（高座） 21（低座） | 40（2-20樓） 20（21-24樓） | 1240           | 廖本懷 （屋宇建設委員會建築師） | 新昌營造 | 英國通用電氣-快而安 （AC/2）    | 三菱 NexWay-S（VVVF）           | 5    | 2034-35年    |

粗體表示該樓宇牽涉26座問題公屋醜聞，其混凝土強度未達高層單位20.7MPa或低層單位31MPa的標準（而強度大約只有6-10MPa），但遲至1990年代初才被揭發，其中華樂樓、華康樓及華昌樓需要於1996年加裝鋼架作鞏固工程以延長壽命。承建商德榮建築及嘉民建設工程亦因而被房署追討賠償，是各宗前屋宇建設委員會屋邨偷工減料案件中，最嚴重的一宗。

#### 重建後樓宇
華富邨重建計劃現正進行，用作重置居民的新公屋包括華景街、華樂徑、華富北、雞籠灣北及雞籠灣南，首批位於華景街的接收屋邨預計2026／2027年度落成，以安置華安樓及華樂樓的住戶。

華景街公屋
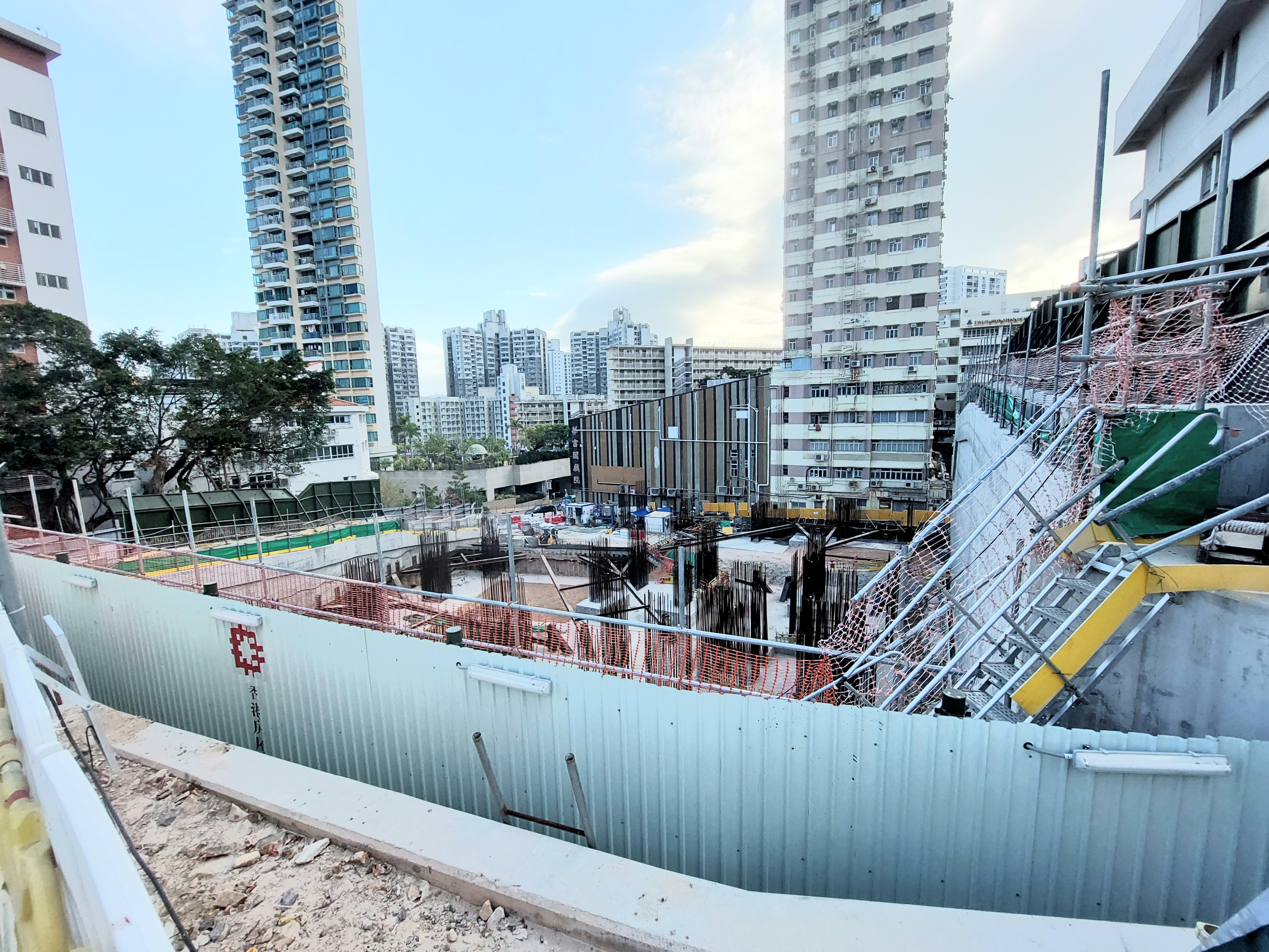
華樂徑公屋
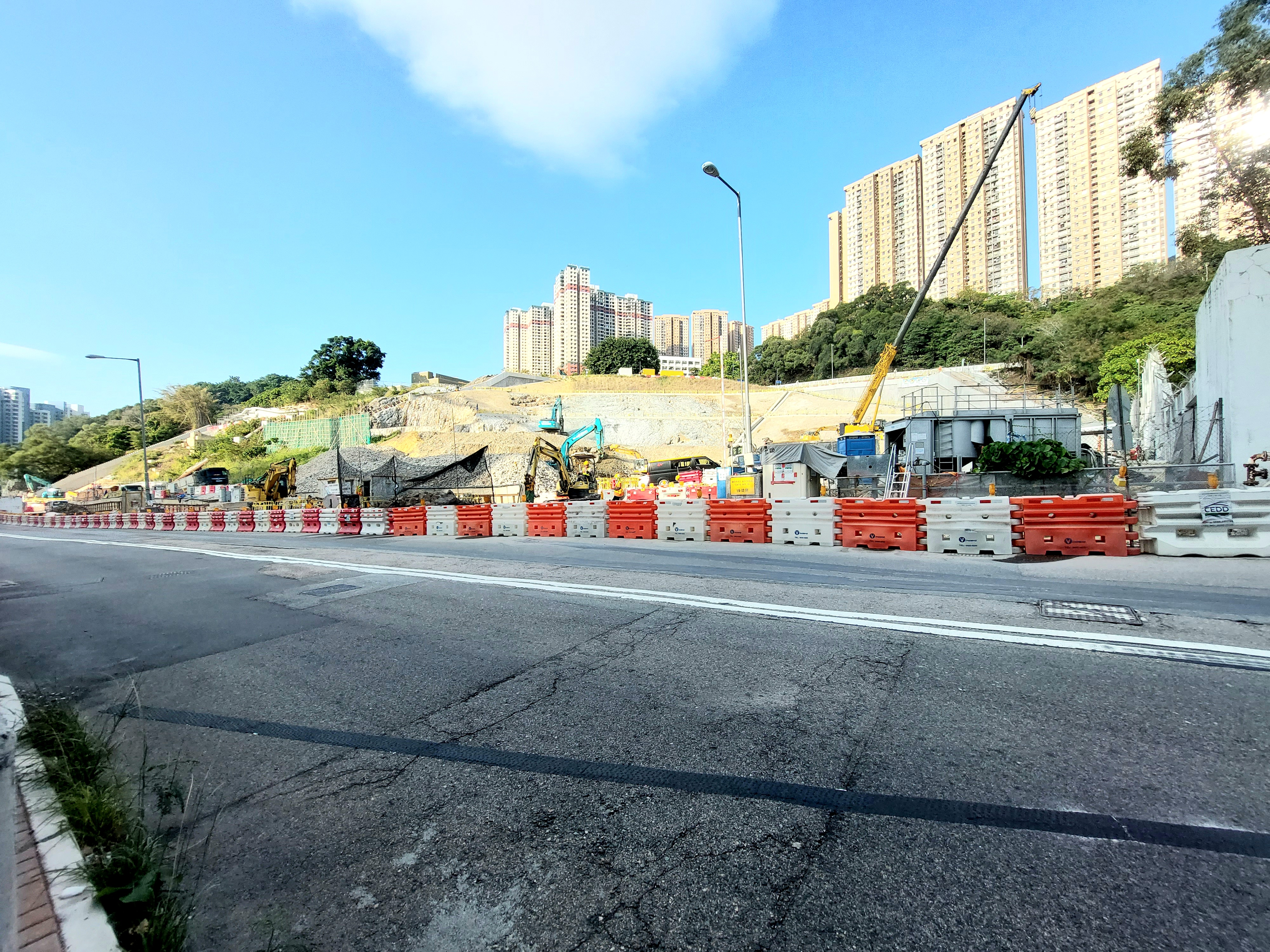
華富北公屋
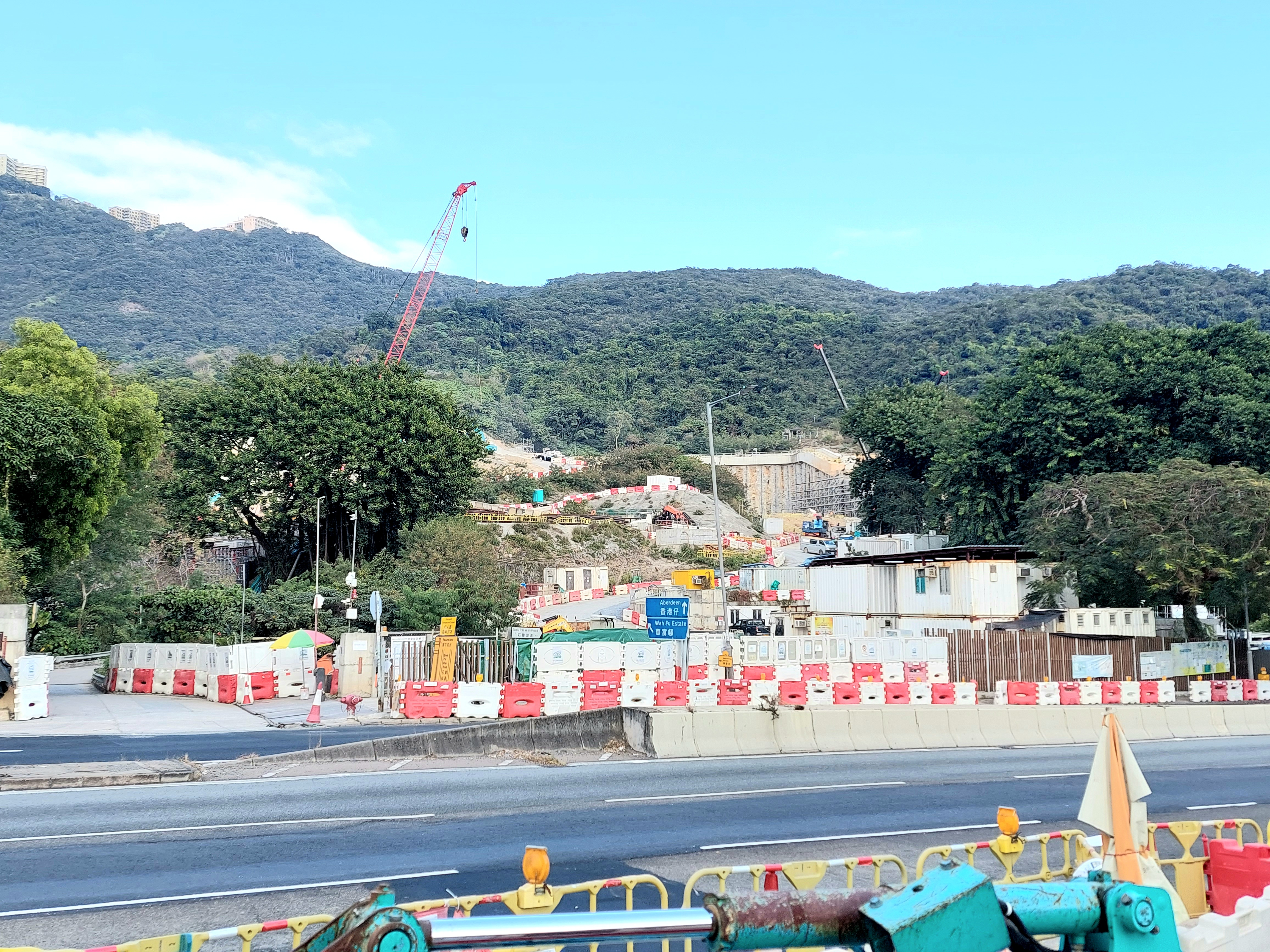
雞籠灣北公屋
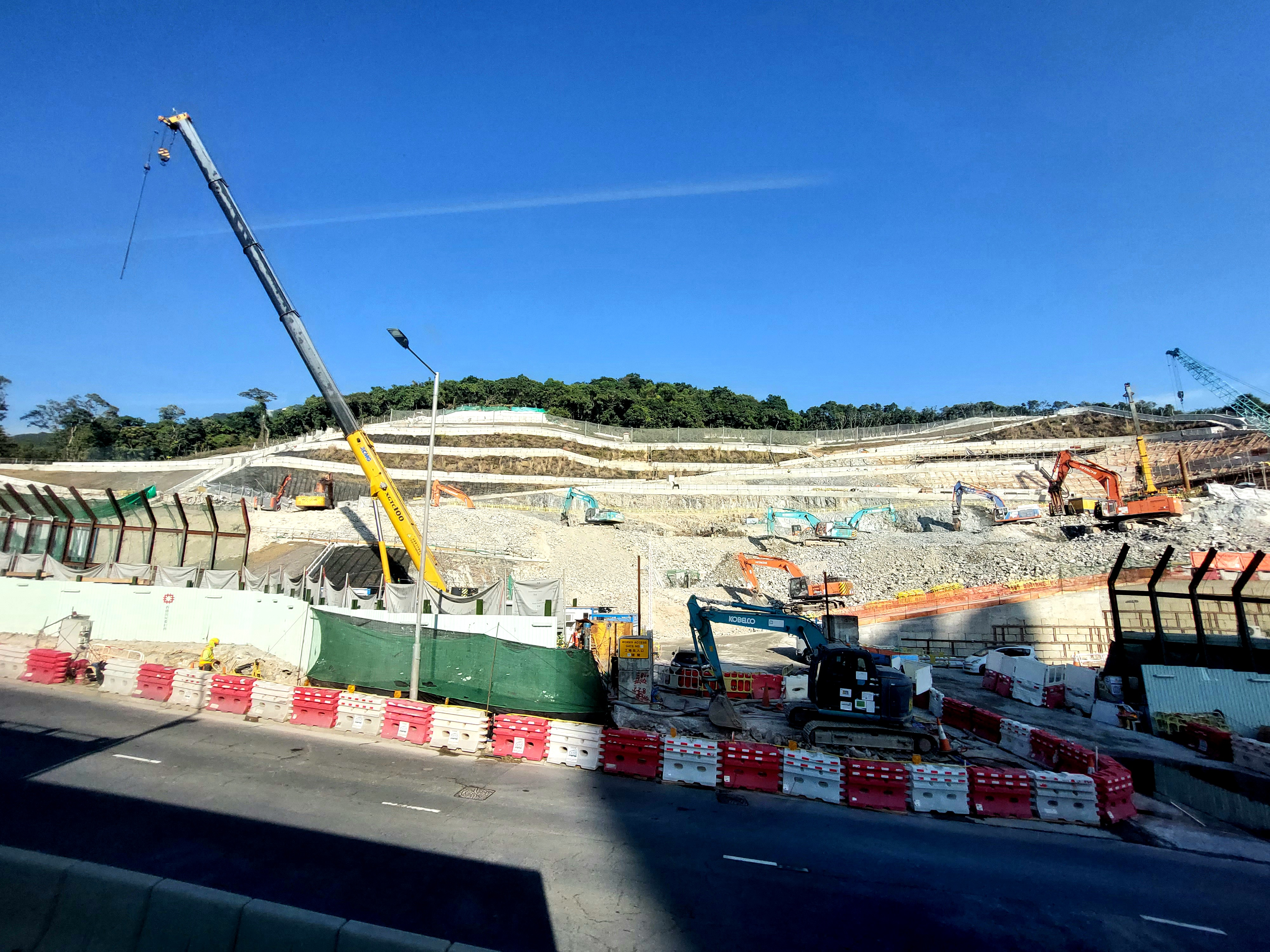
雞籠灣南公屋

#### 華富（二）邨設施

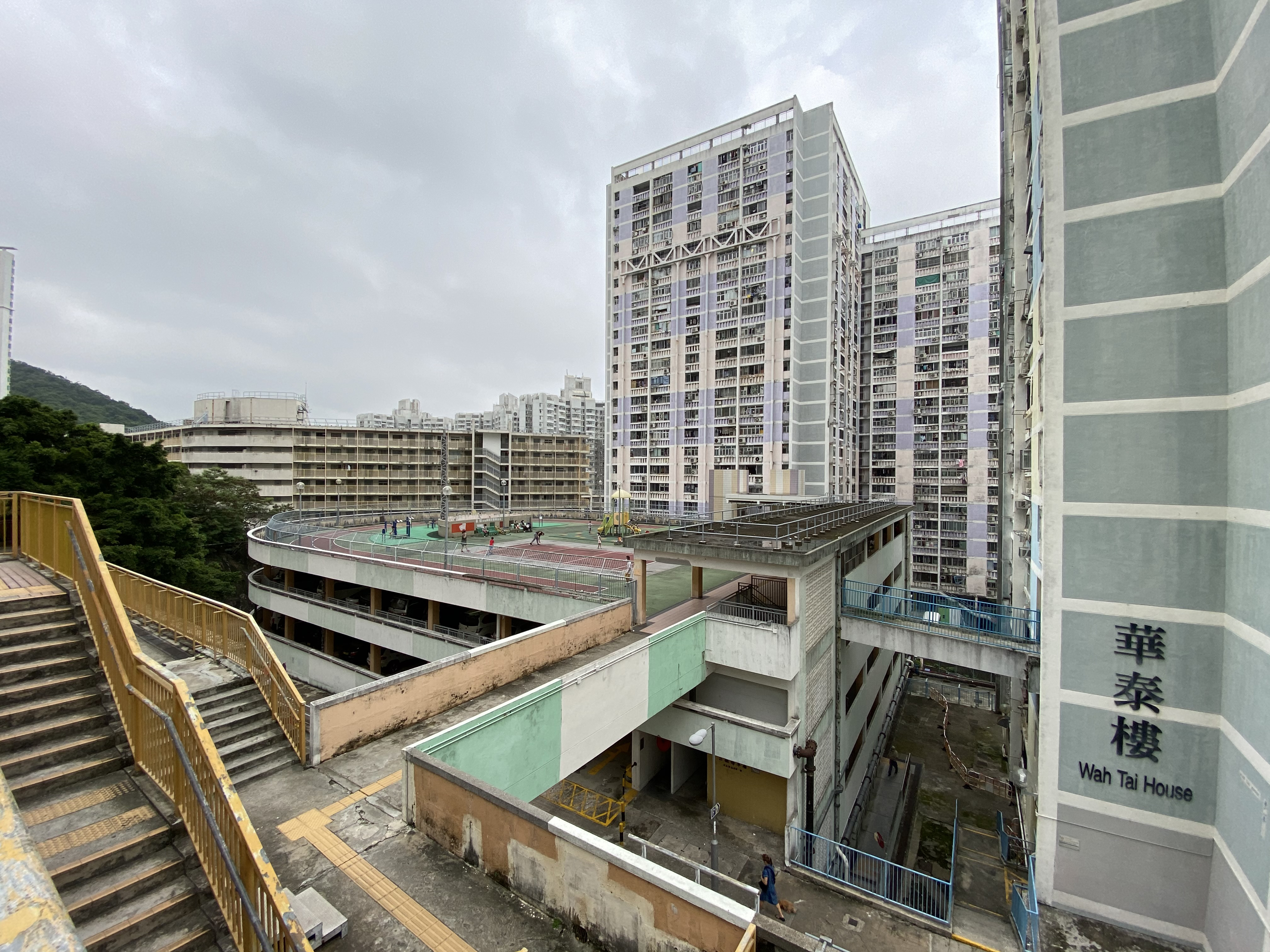
華富（二）邨B停車場天台設兒童遊樂場
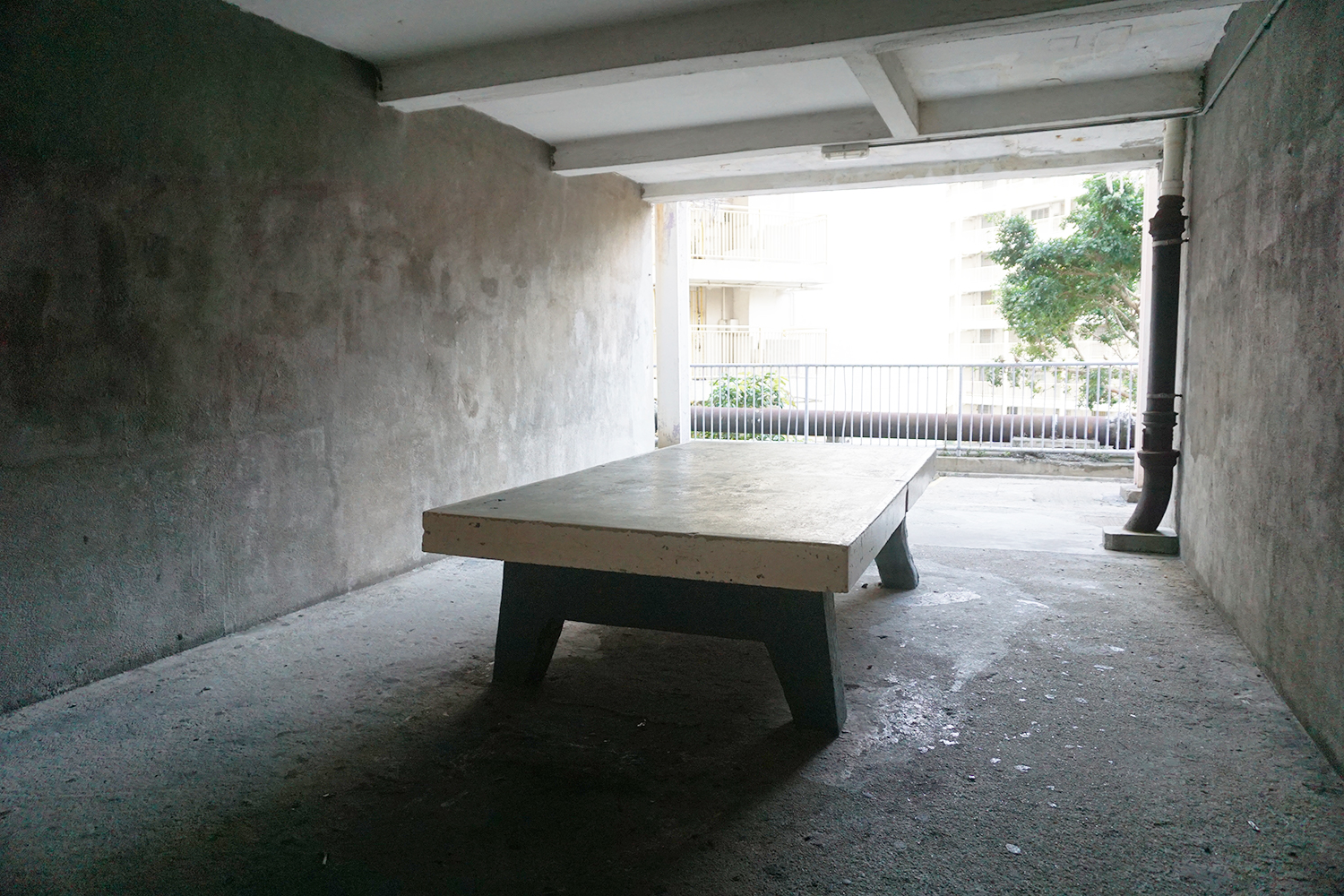
乒乓球桌
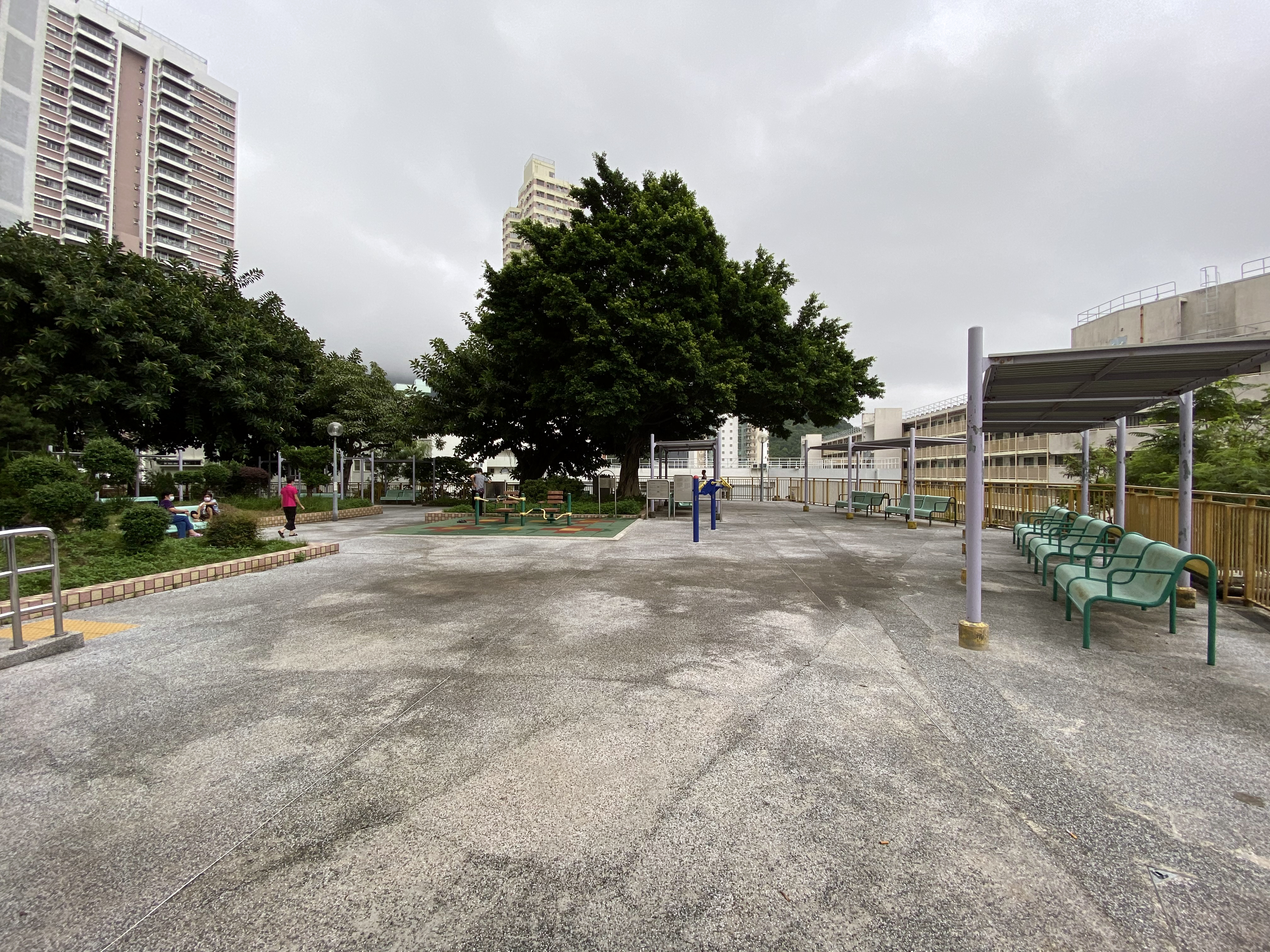
（二）邨健體區
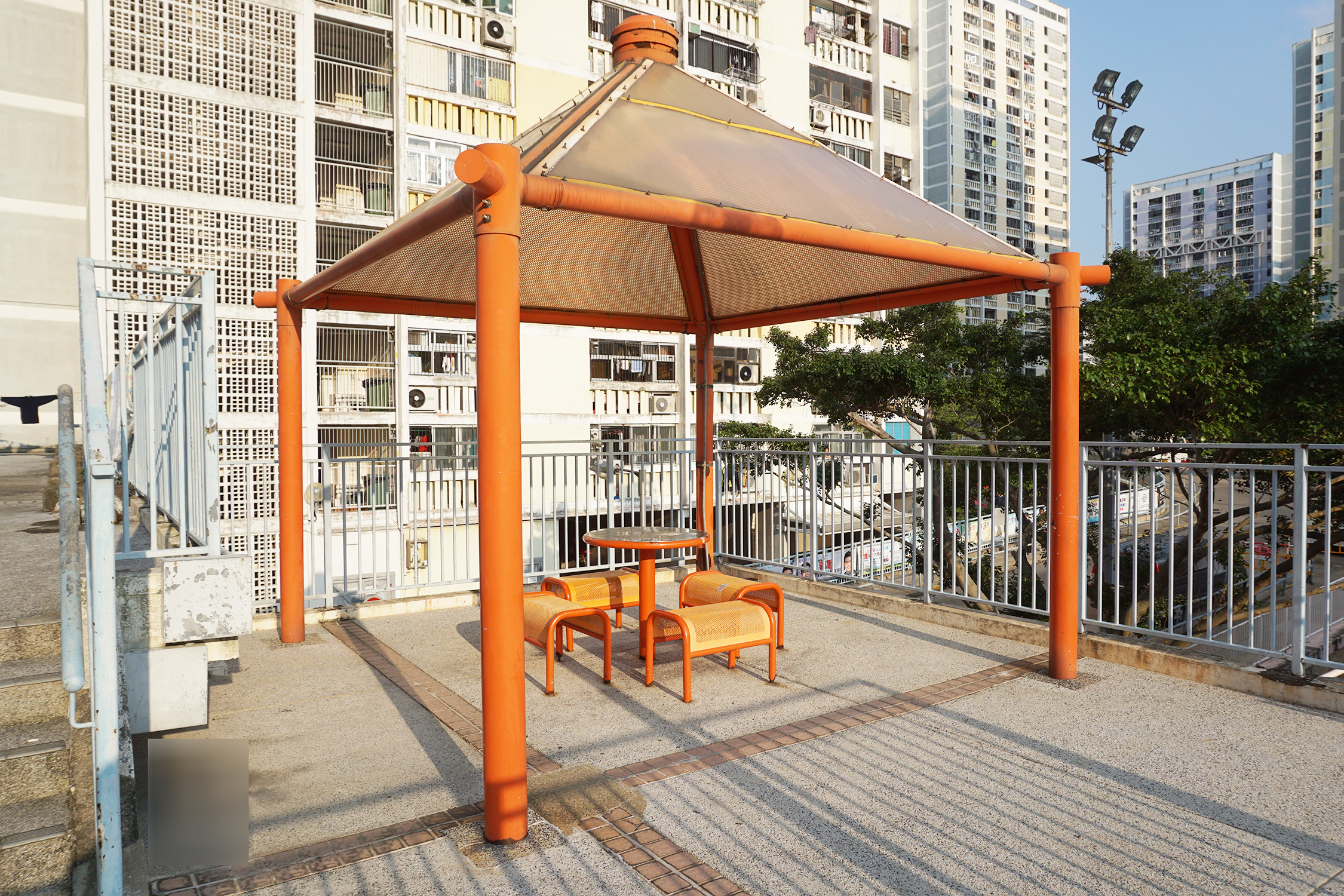
涼亭及棋藝區
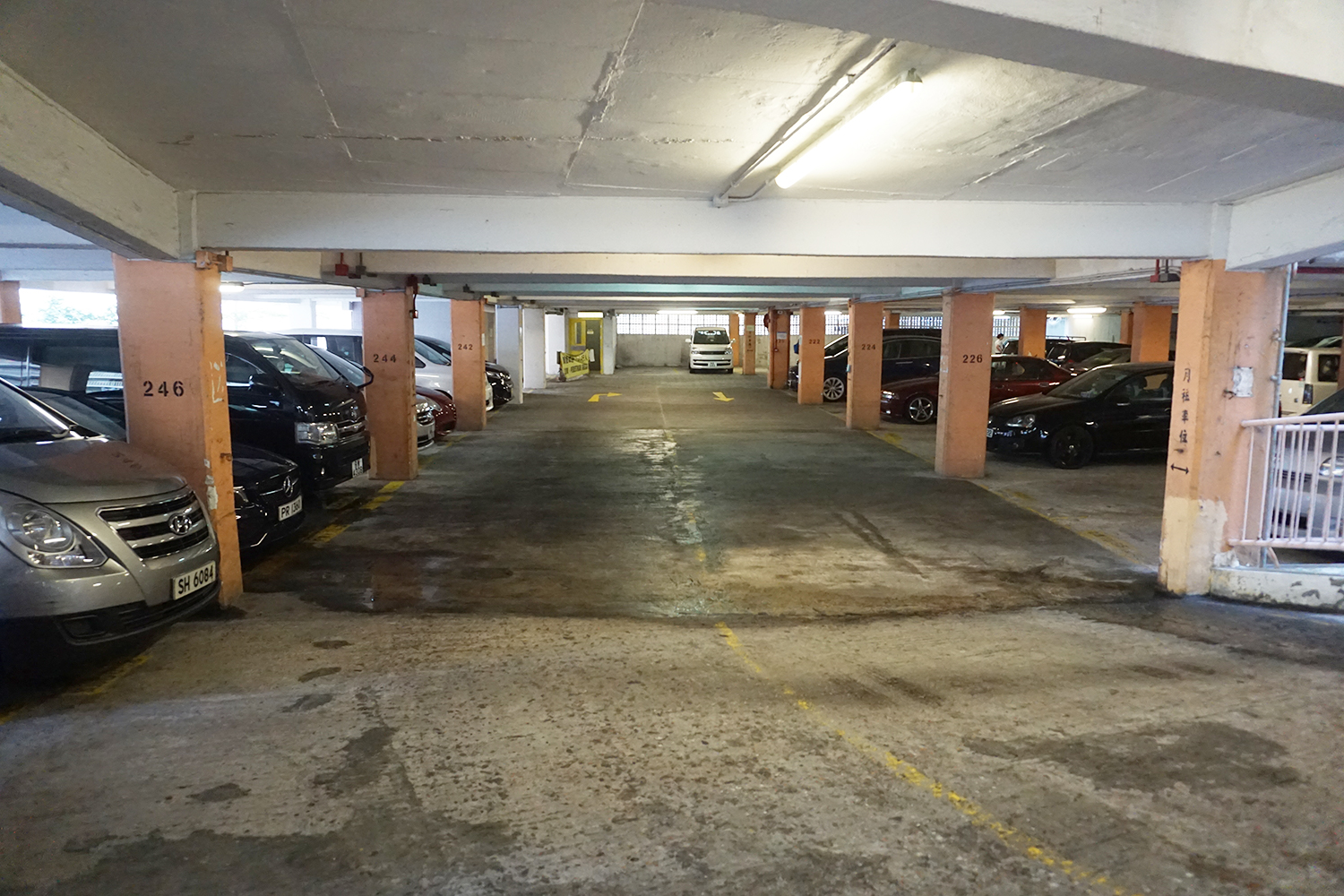
停車場

### 商場

#### 華富（一）商場

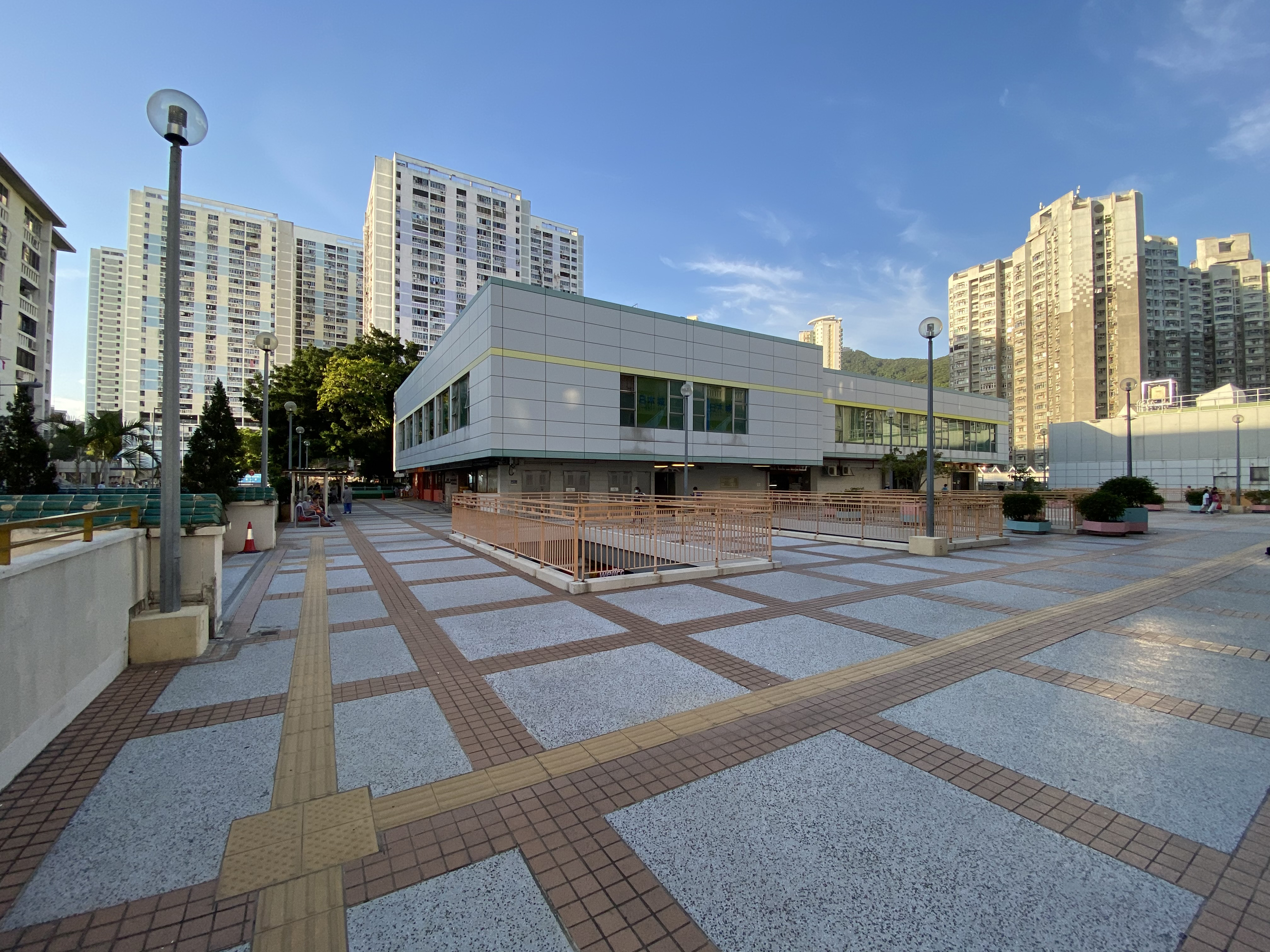
華富(一)商場外貌

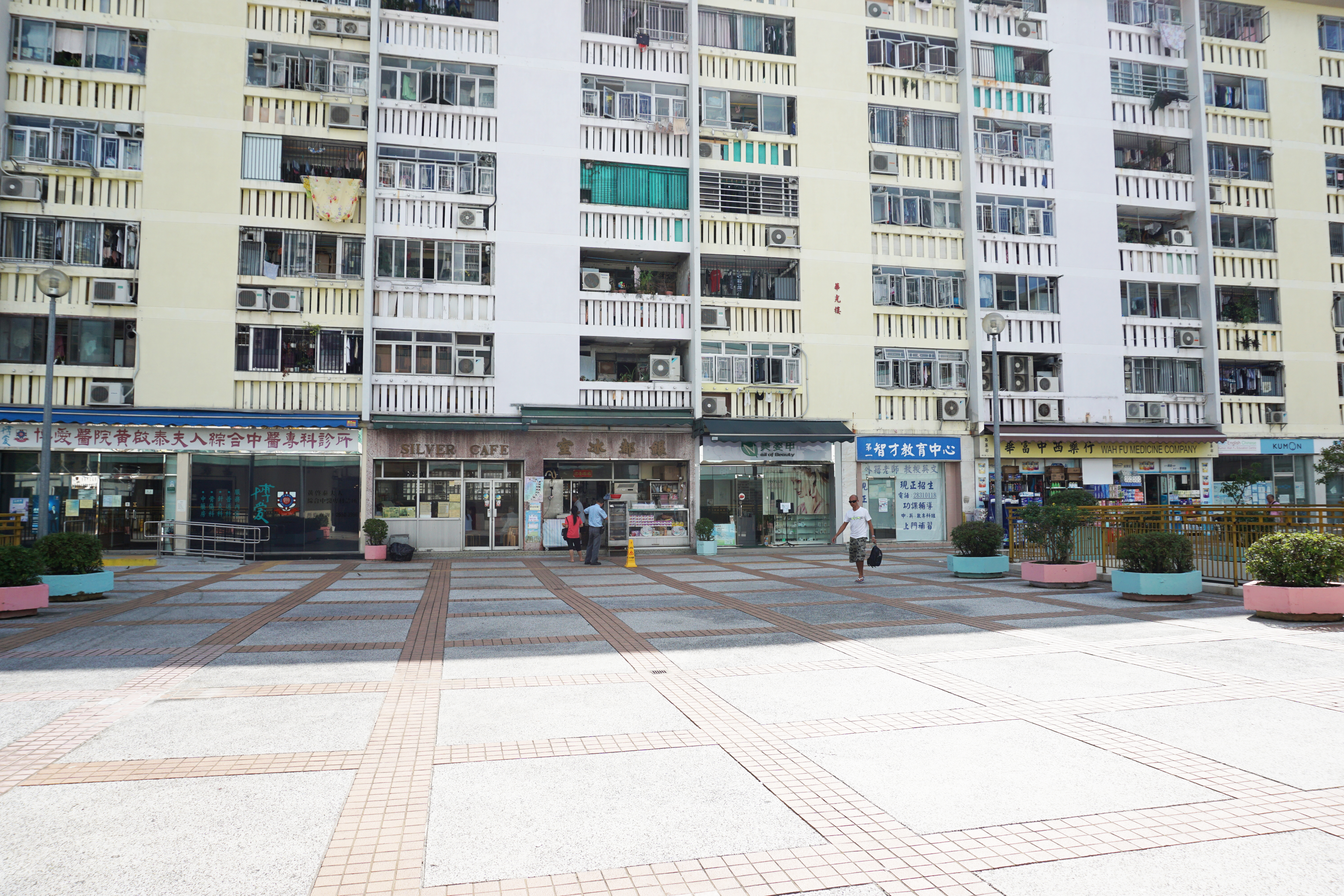
華光樓商舖

屬於第二期工程，和華珍樓於1967至1968年期間落成。商場佔地9930平方米，在1990年代曾經進行擴建工程，增設扶手電梯和升降機連接山下的華貴邨。商場樓高4層，LG1層設髮廊，LG層設街市、華富米行雜貨、華富米行、榮記文具、榮記五金建材、惠康超級市場、佳寶食品超級市場、大昌食品市場（已結業）和廣泰百貨。地面設多間商店，主要包括金發行 茶葉、華美眼鏡、OK便利店、惠美皮鞋公司、卓越視力、美心西餅、鴻福堂、阿波羅美極屋、鴨記電子家居雜貨店和中銀櫃員機等。餐廳包括華富冰室、意樂 Itamomo、大快樂餐廳和大快活。而1樓設嘉豪酒家，麥當勞和日本城。

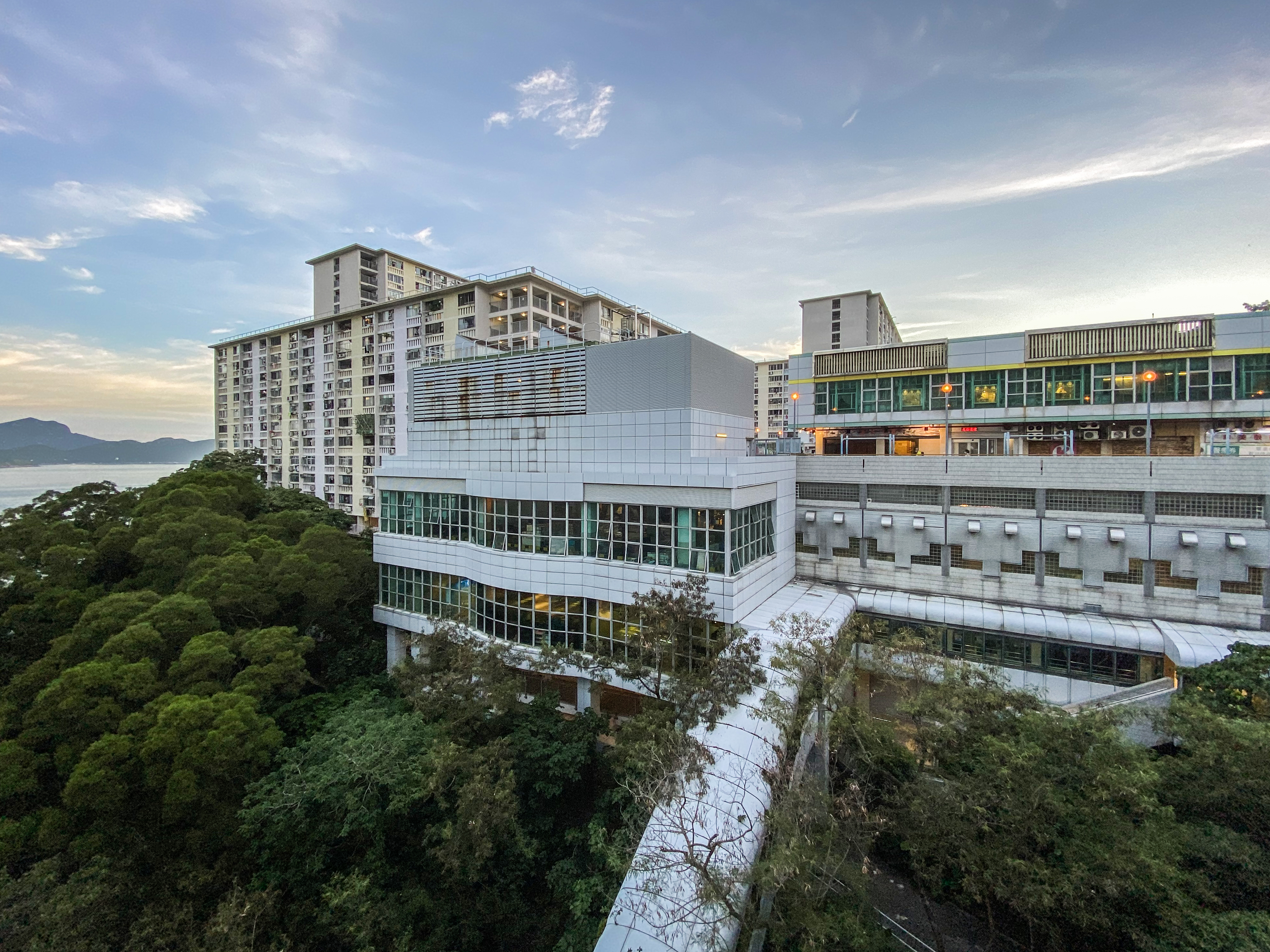
商場在1990年代曾經進行擴建工程，增設扶手電梯和升降機連接山下的華貴邨
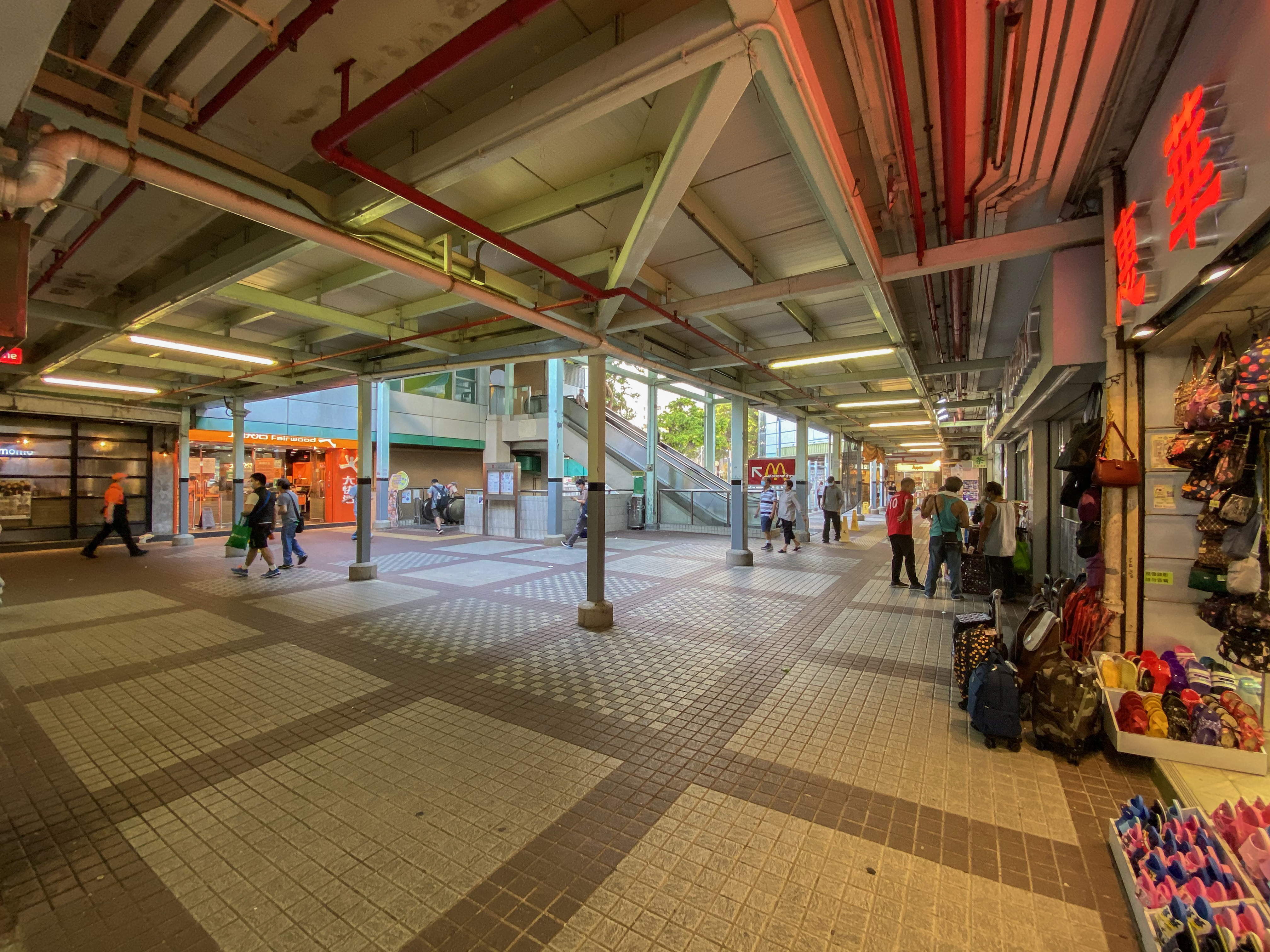
地面商店
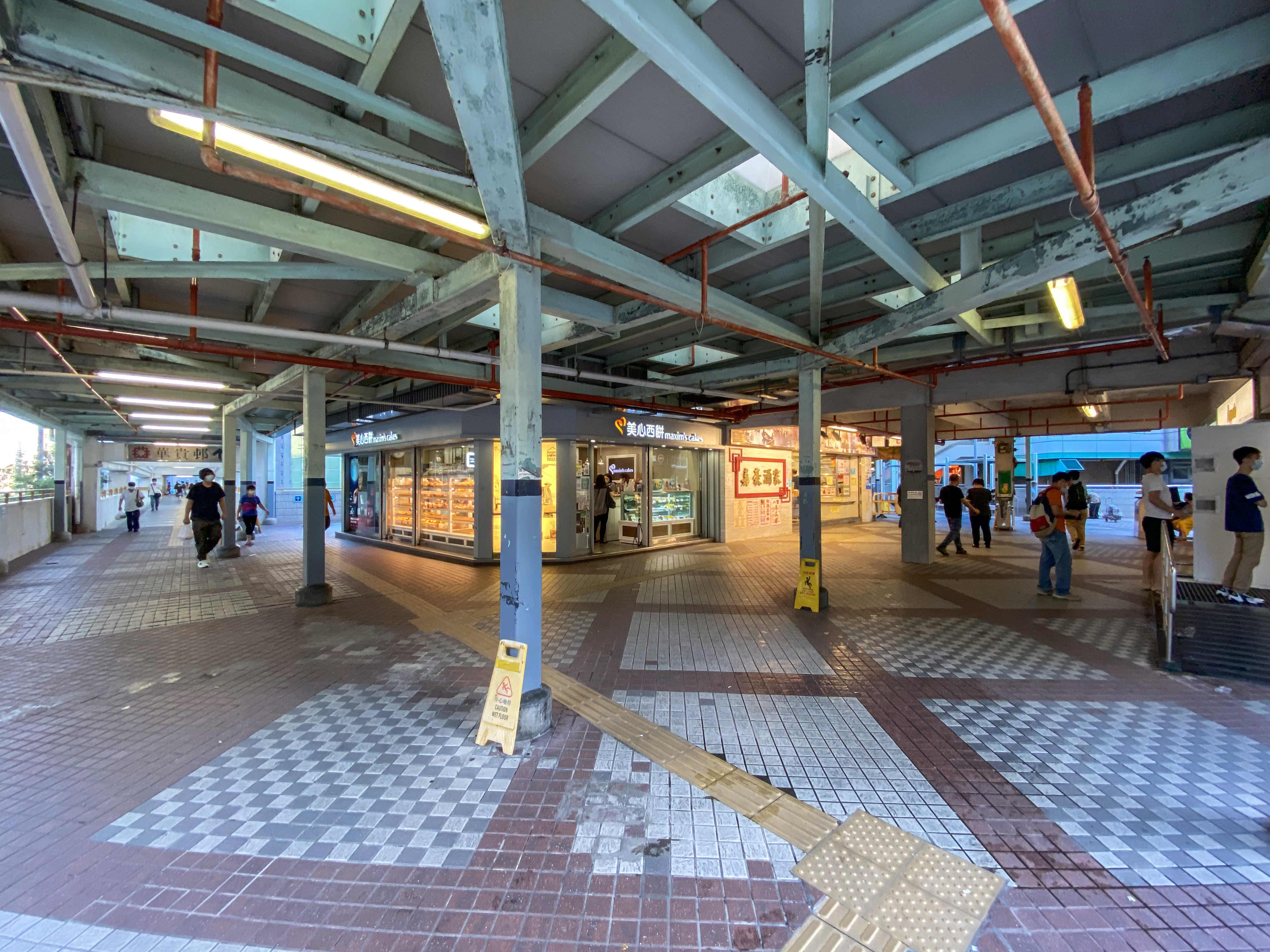
地面商店
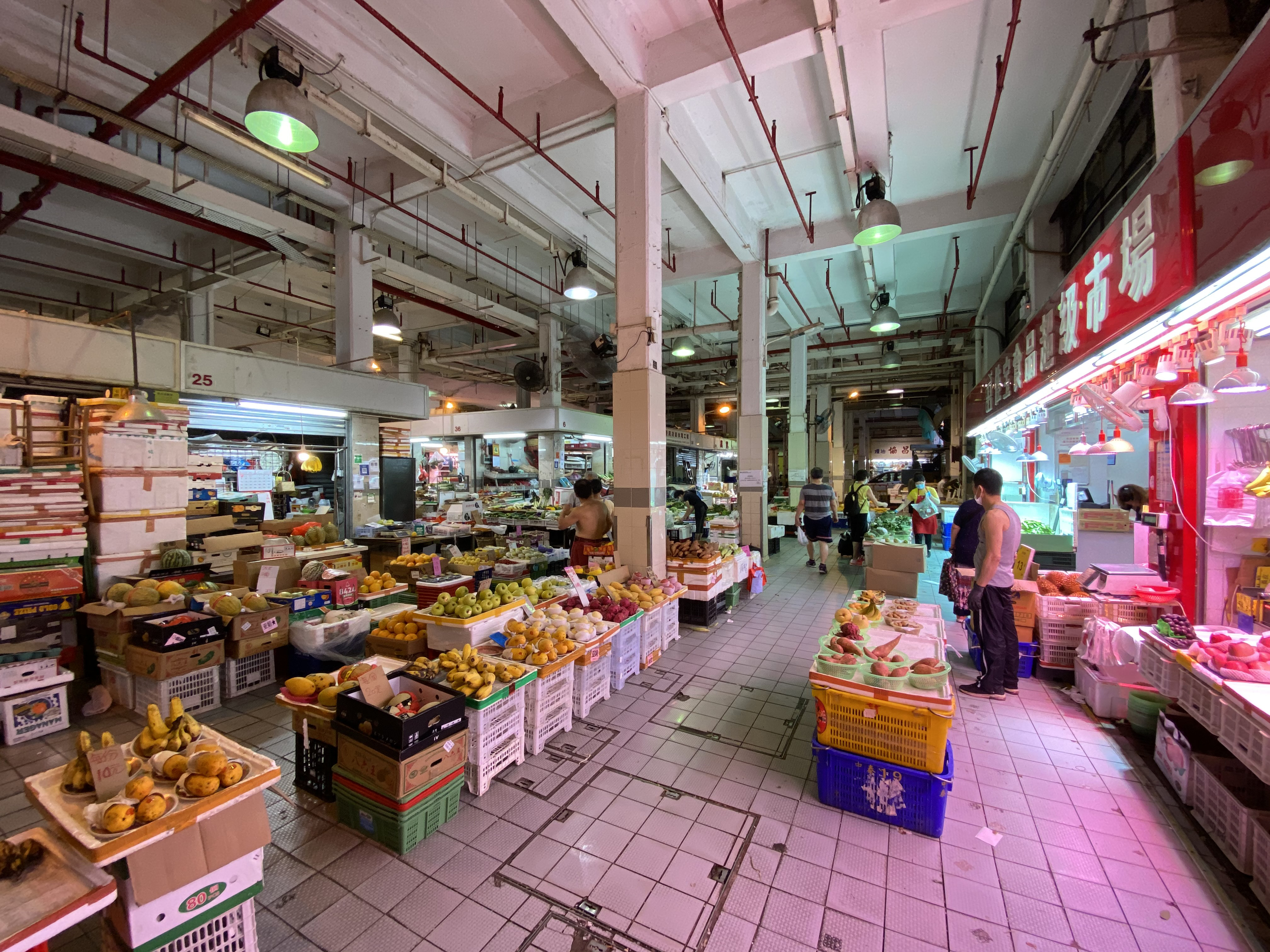
華富（一）邨街市
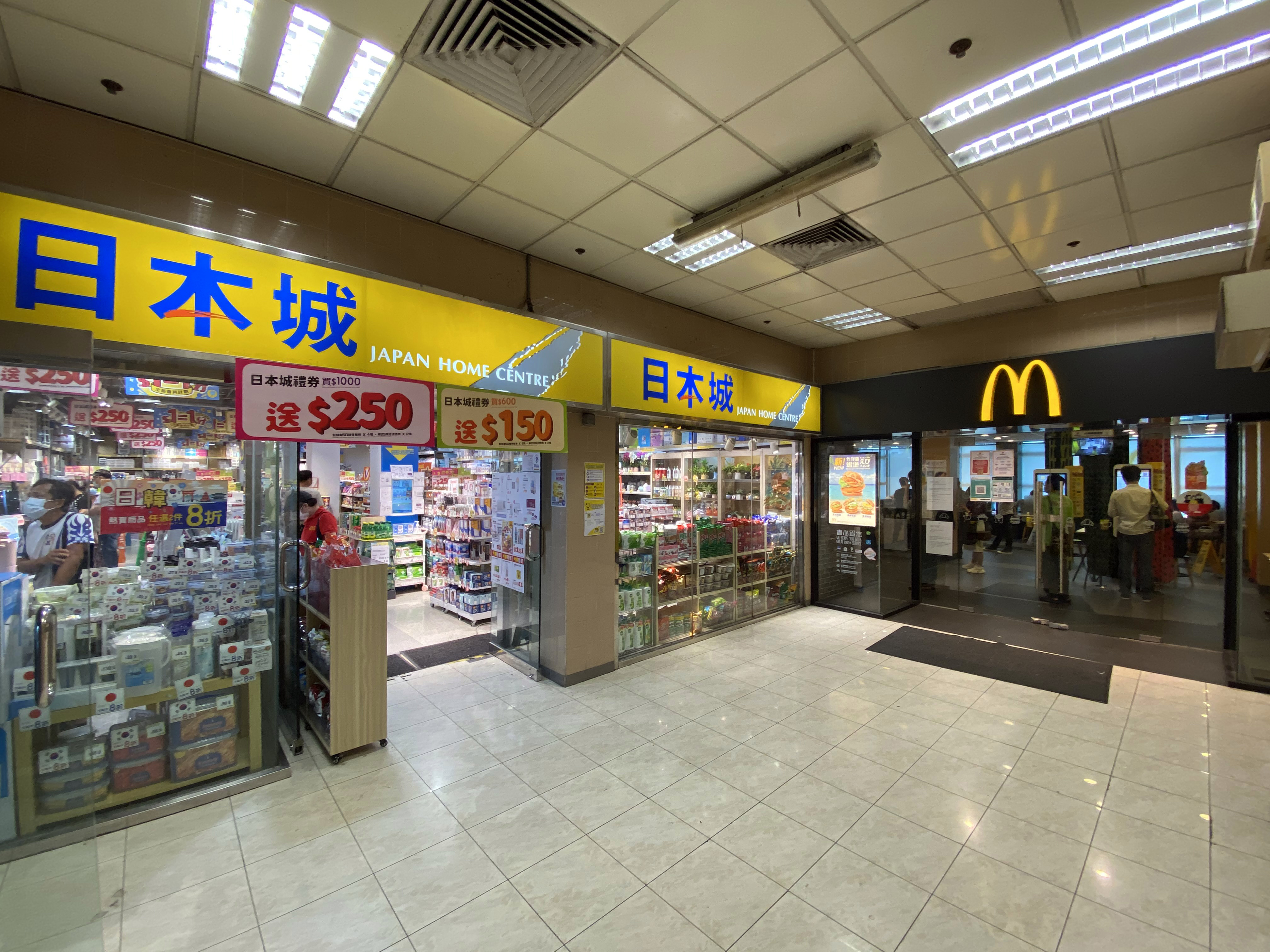
商場1樓日本城和麥當勞

#### 華富（二）邨商場

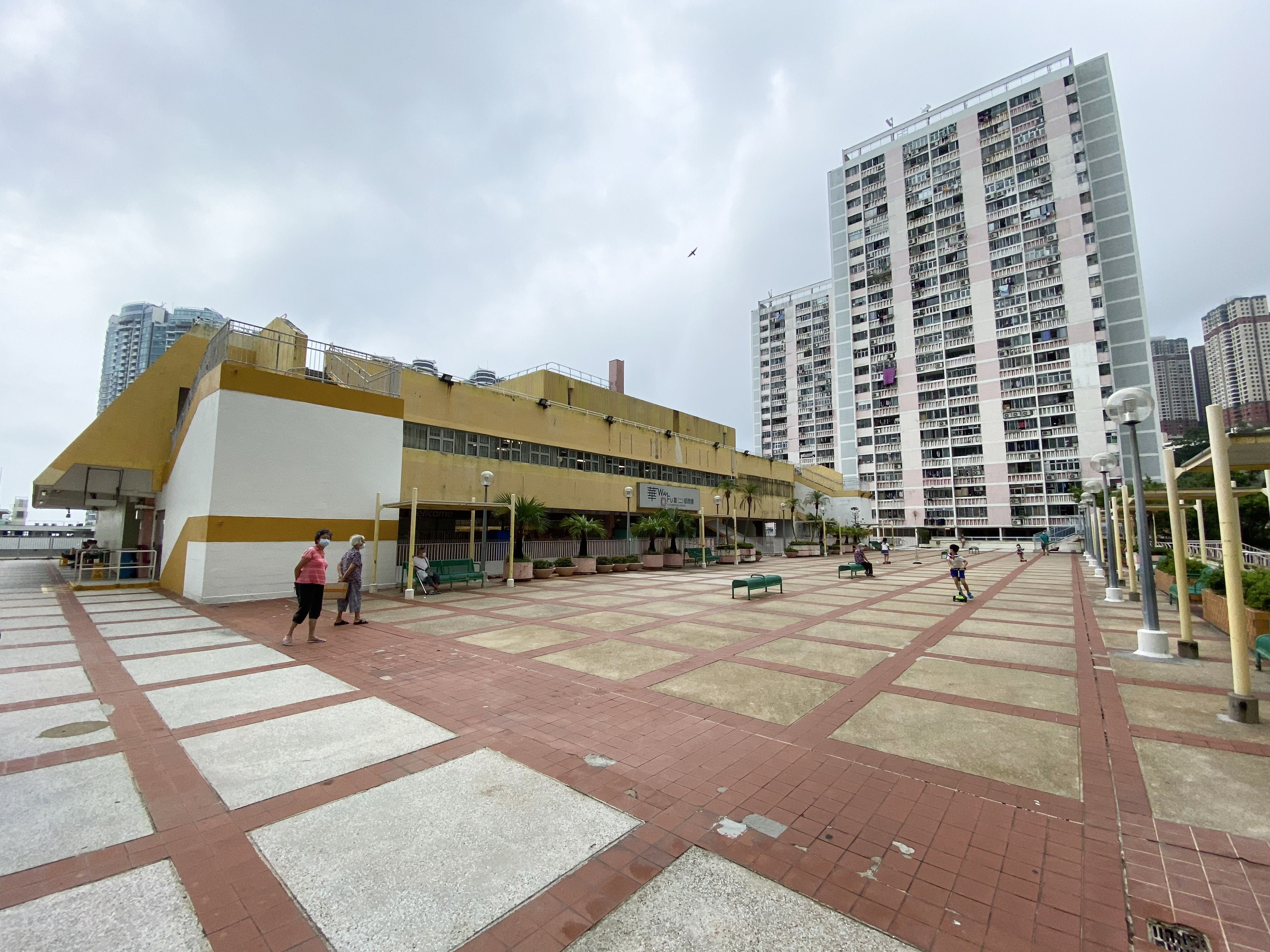
華富（二）邨商場頂層設有平台

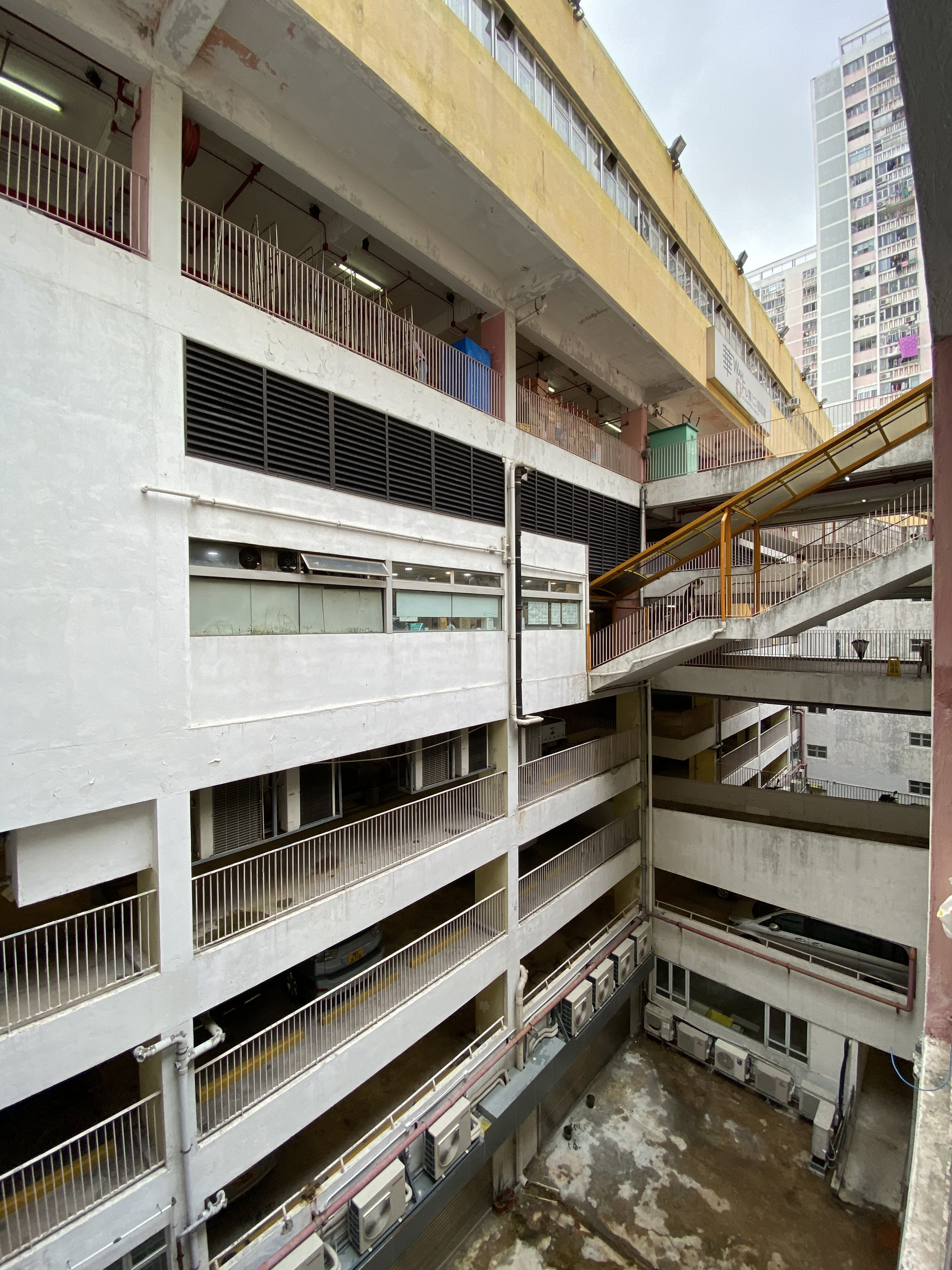
商場天井

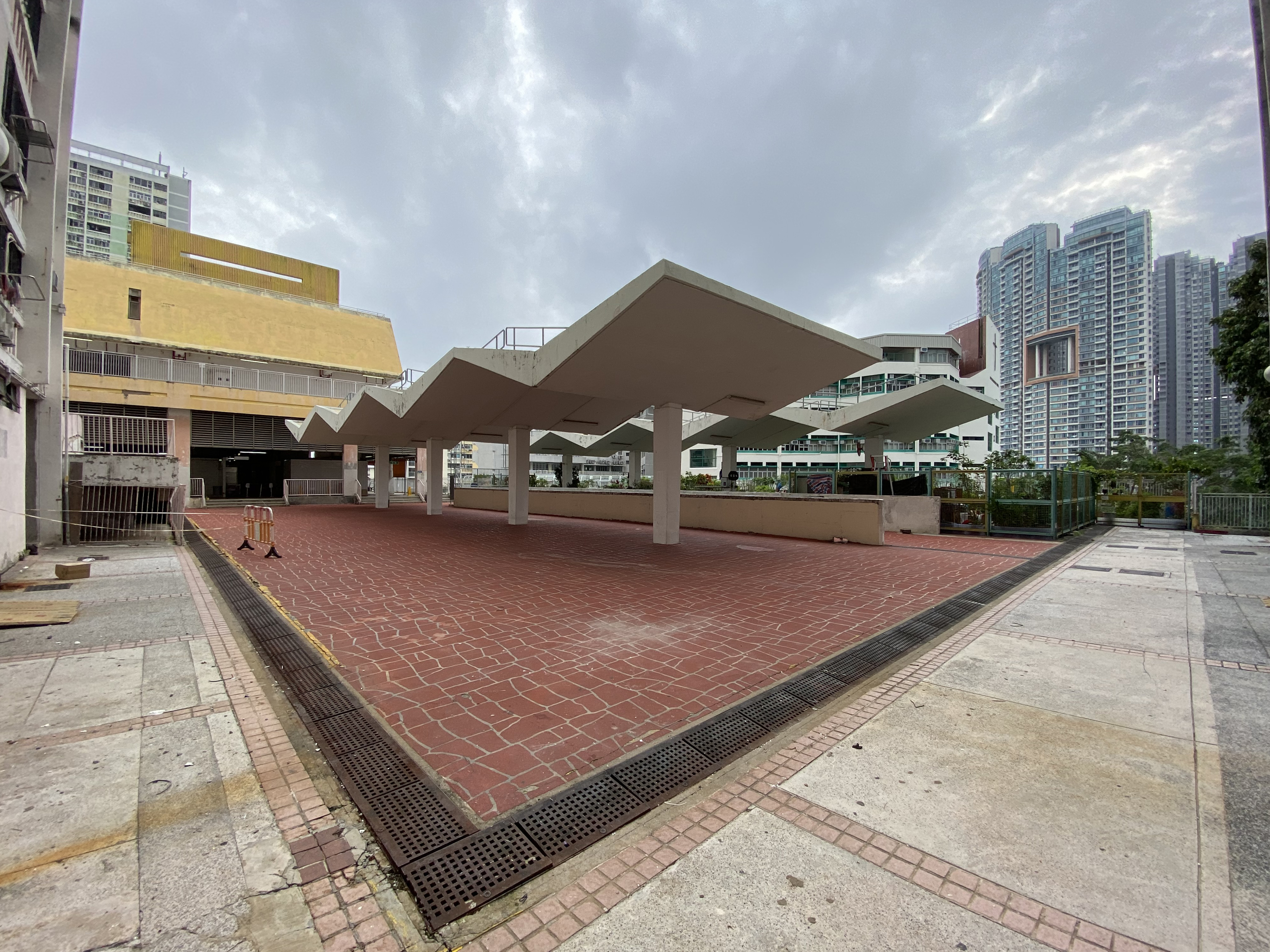
街市外的特色涼亭

屬於第五期工程，和華景樓等在1978年落成。商場樓高3層，設有街市、茶餐廳、便利店、醫務所、文具店、OK便利店、7-11便利店、惠康超級市場和老人院。商場採用英國通用電氣-快而安製升降機。

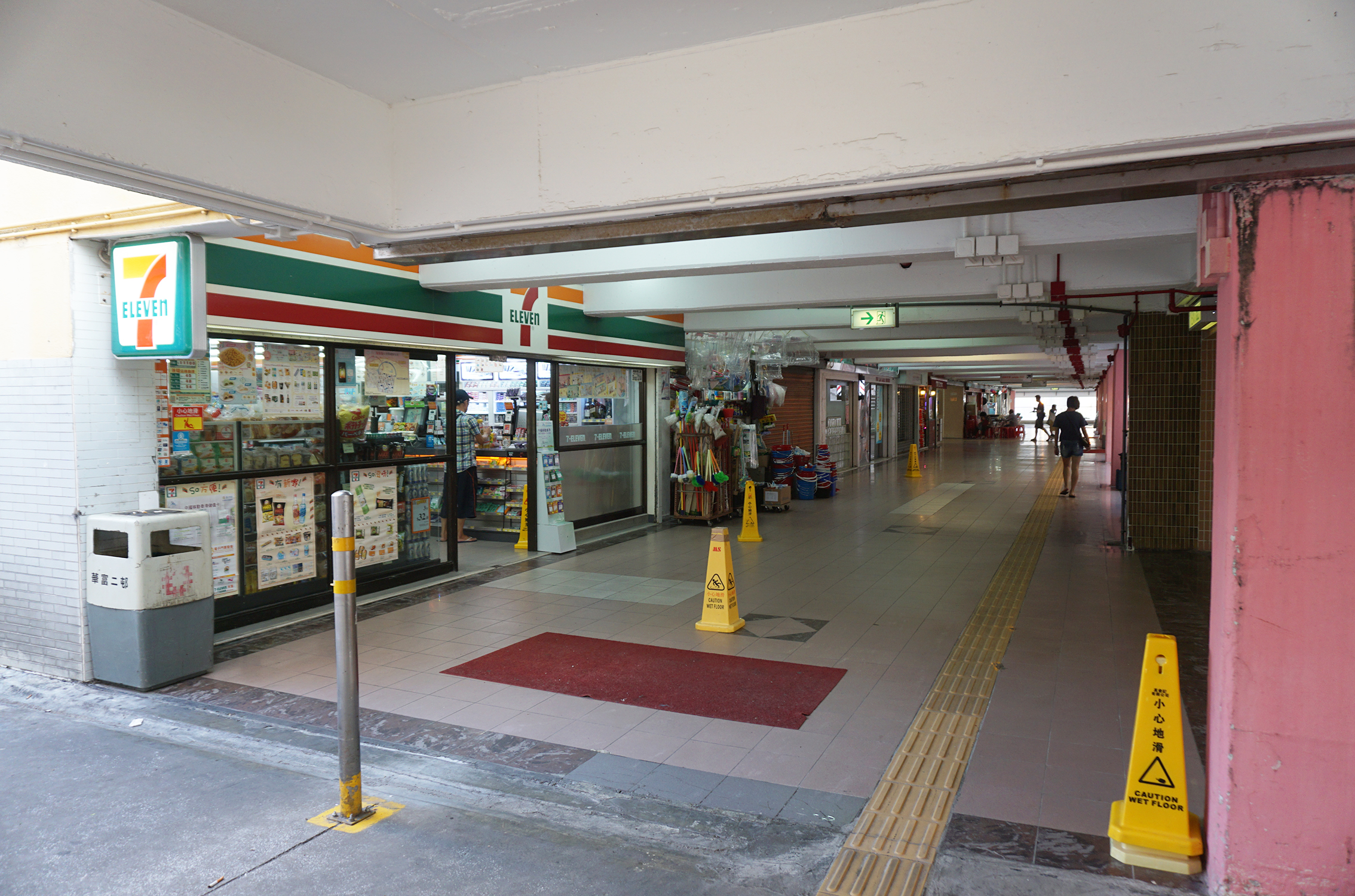
華富（二）邨商場
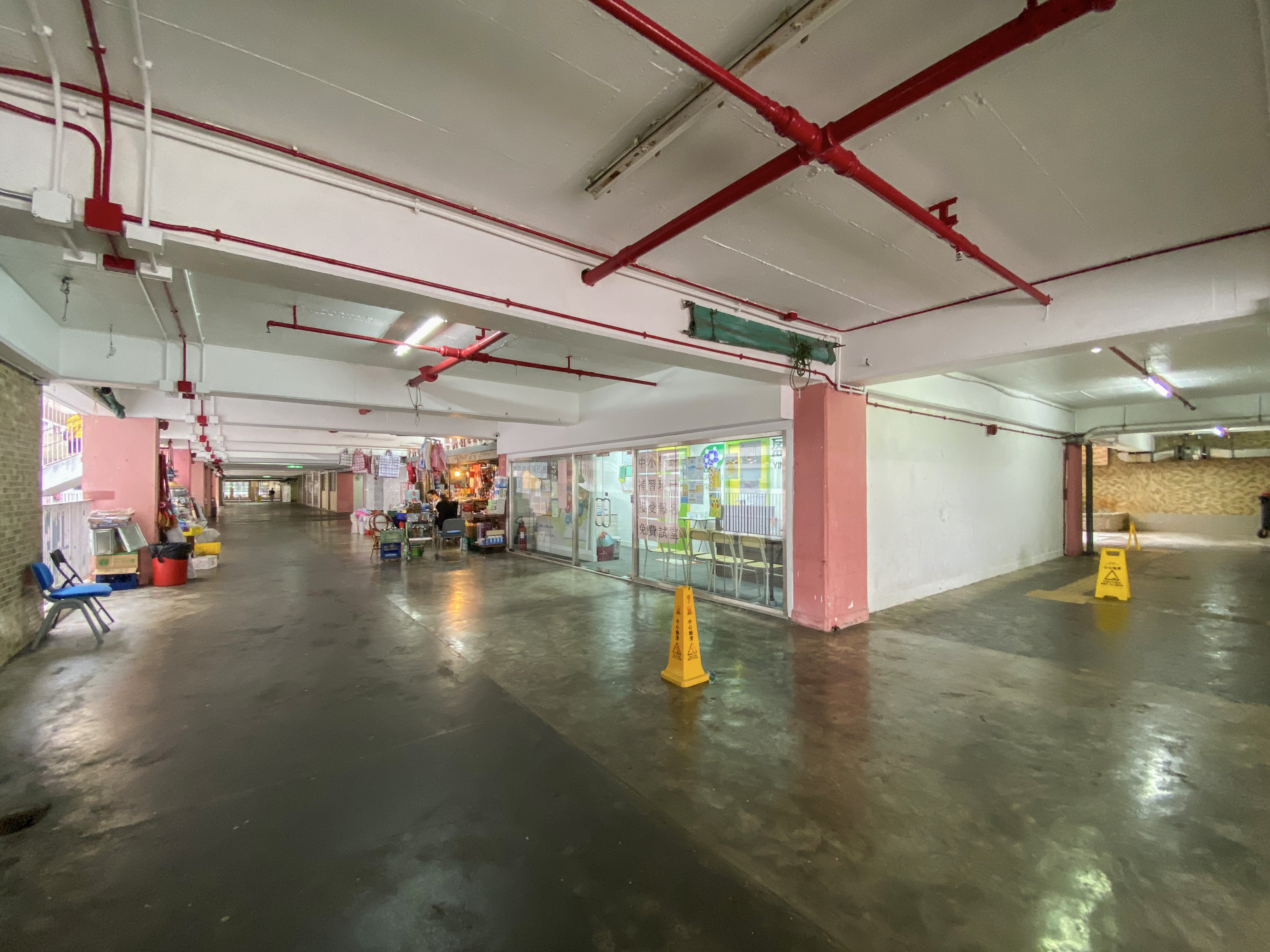
商店
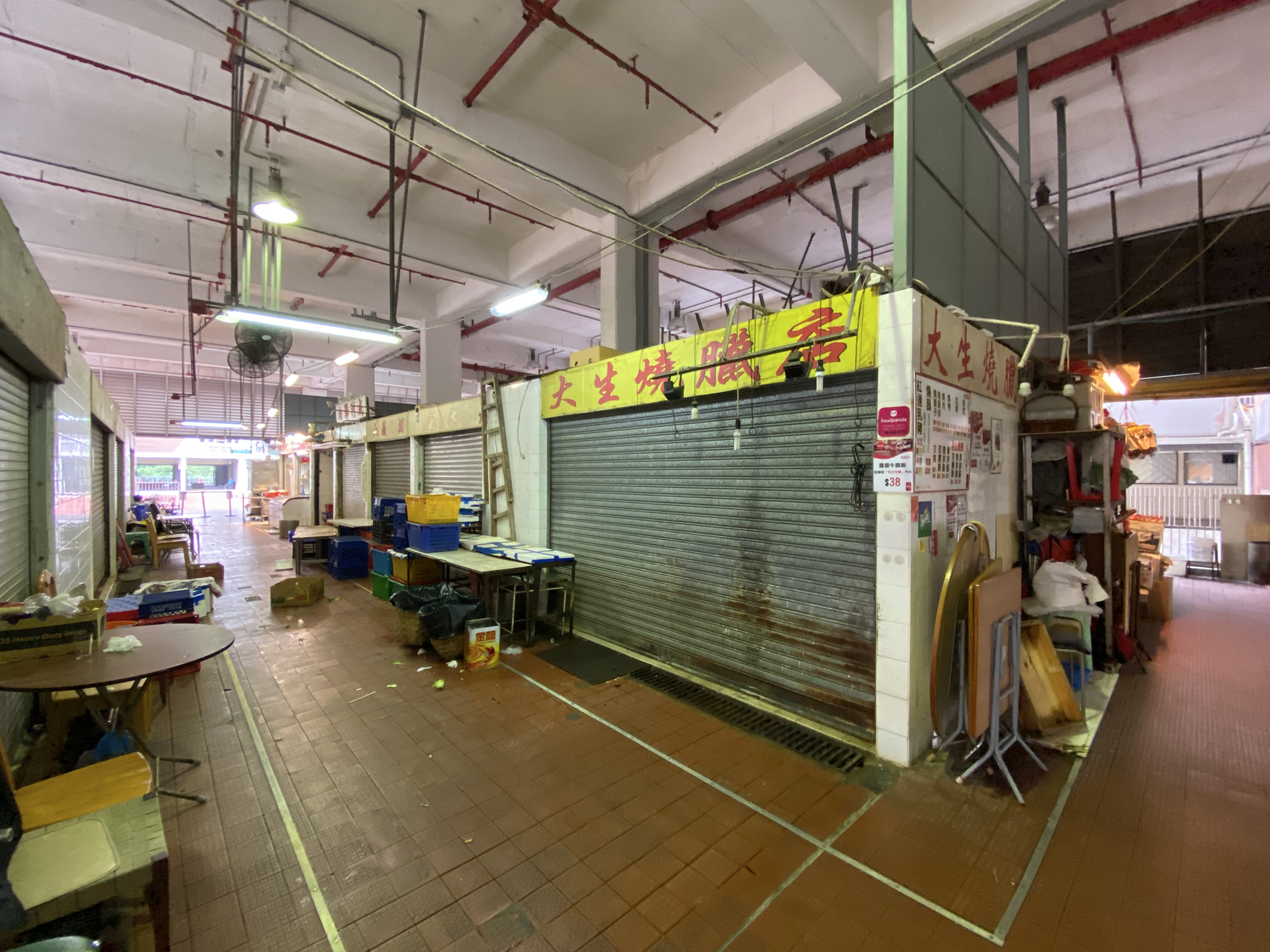
華富（二）邨街市大多檔位已經空置
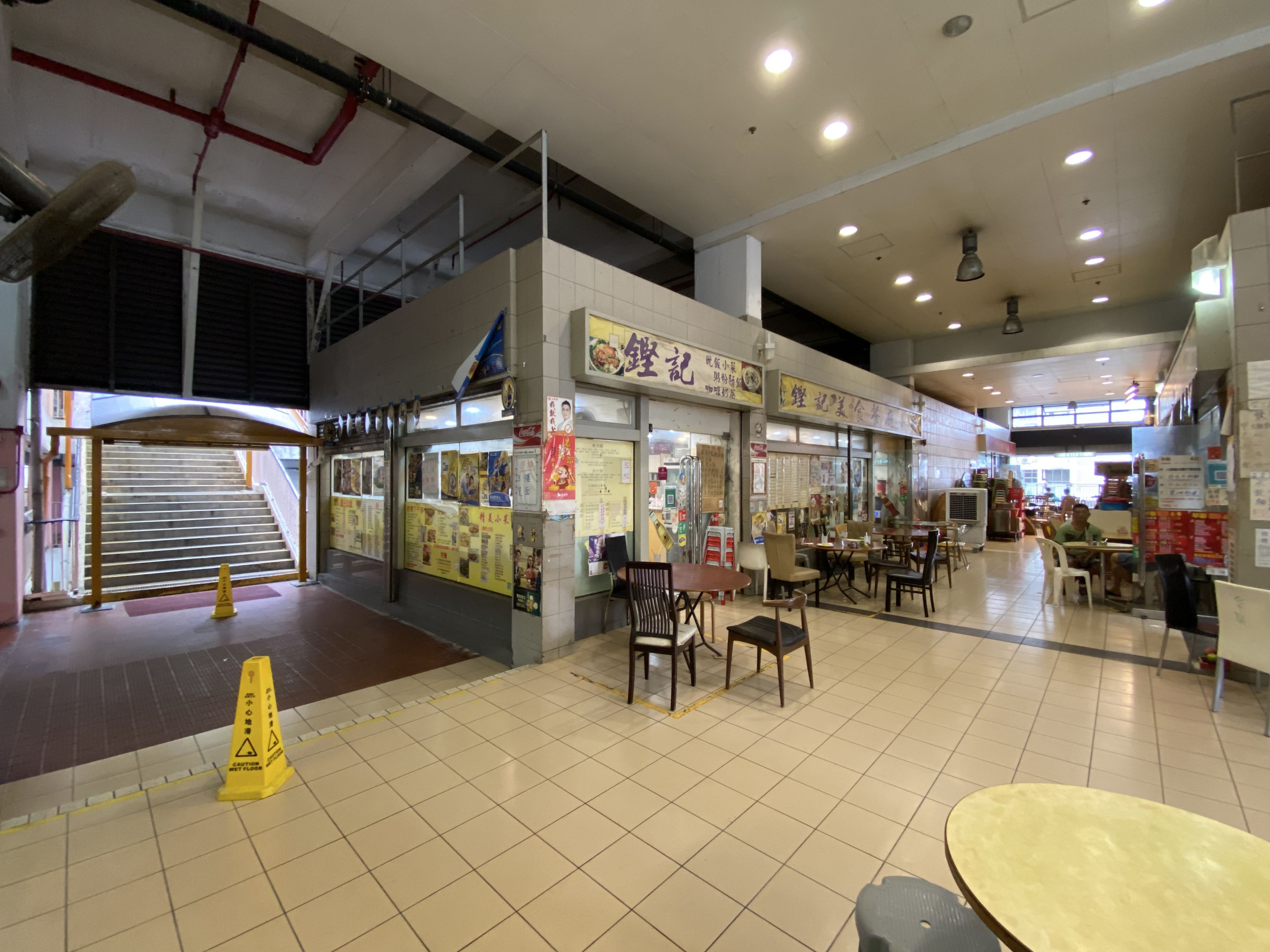
華富（二）邨街市旁的茶餐廳
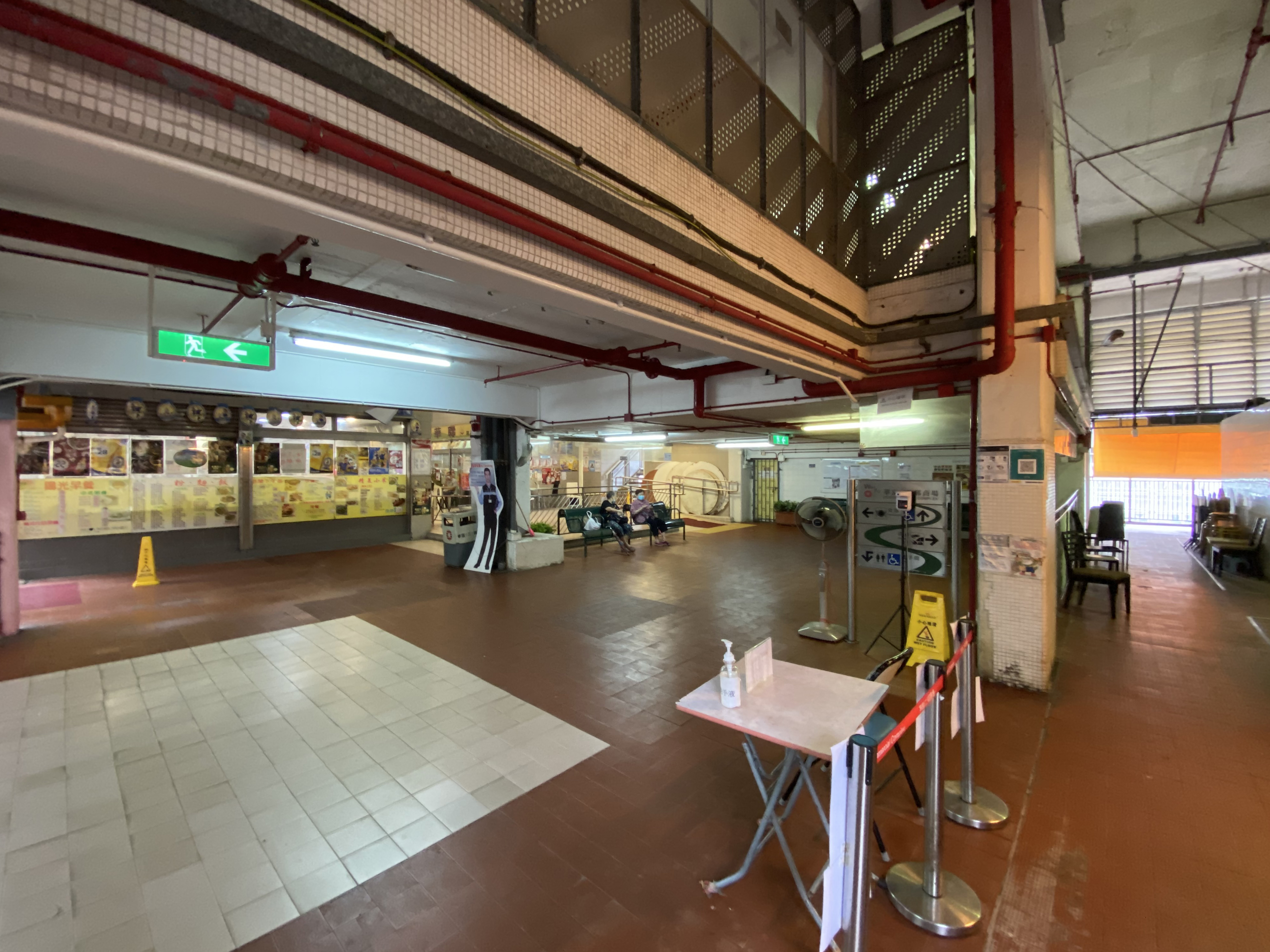
街市外的空間

另外，華珍樓和華光樓地面亦設多類型商店，包括藥行、西醫診所、中醫專科診所、電器店、補習中心、中西藥行、醫務所、萬寧和銀都冰室。

## 教育及福利設施

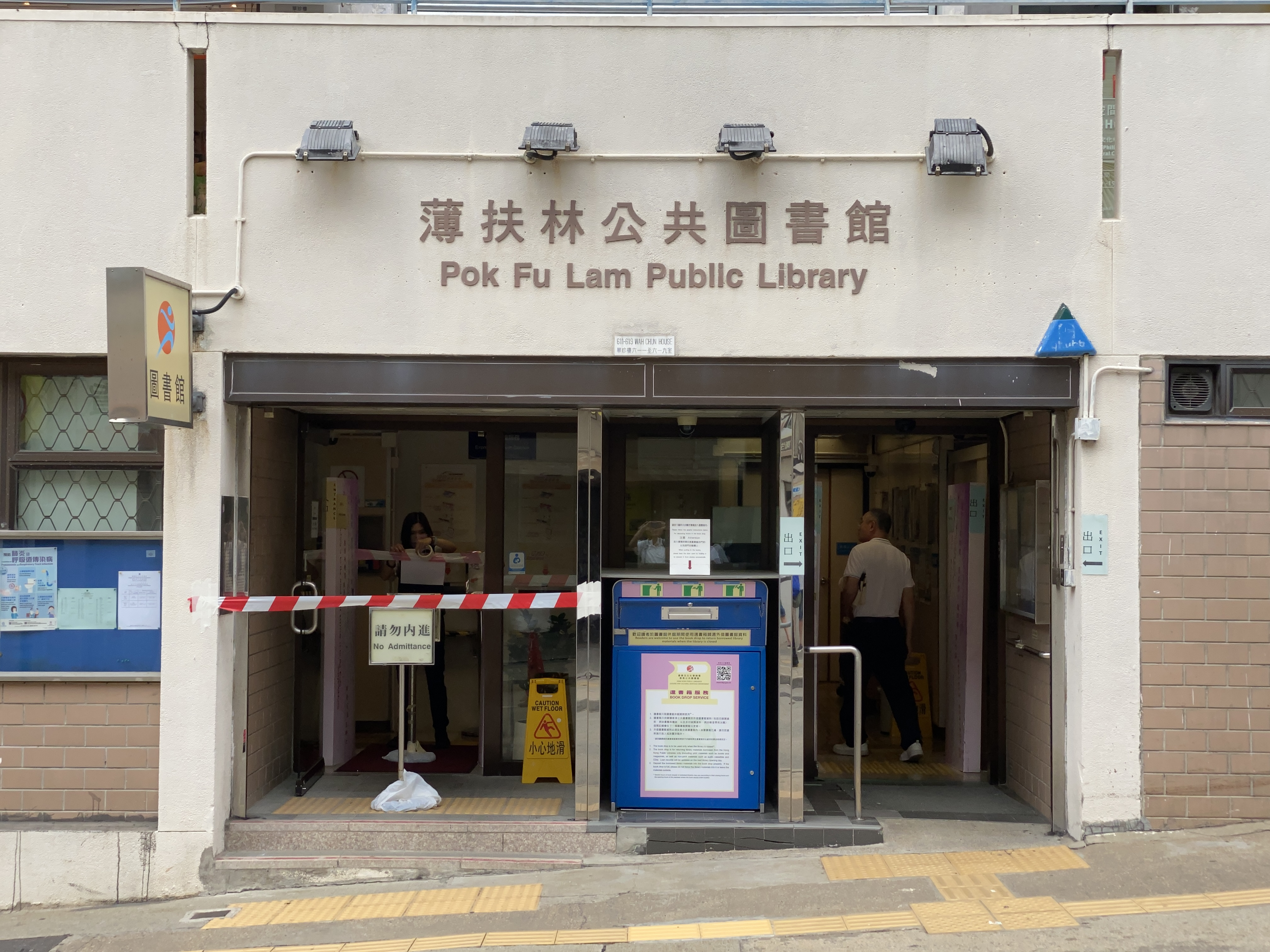
薄扶林公共圖書館

### 長者中心
- 東華三院王少清長者中心
- 救世軍華富長者中心（位於華建樓301-310室）

### 長者綜合家居照顧服務
- 明愛華富綜合家居照顧服務 （位於華泰樓312-317室）

### 婦女中心
- 香港婦女中心協會 賽馬會華富中心 (華富 (二) 邨商場 地下至一樓31-32號舖)

### 兒童及青少年中心
- 香港小童群益會 賽馬會南區青少年綜合服務中心  （位於華泰樓地下 及華貴社區中心一樓）

### 幼稚園
- 救世軍華富幼兒學校（1973年創辦）（位於華生樓123-127及223-229室）

已結束
- 華康幼稚園（位於華康樓地下）
- 展雲幼稚園（1972年創辦）（位於華泰樓地下）
- 辛尼幼稚園（已停辦）
- 華富邨幼稚園，於1993年7月停辦[32]（位於華光樓地

下）
- Woodland Pre-School（Pokfulam）（位於華富（二）邨商場地下29號舖及7樓28號舖）

### 小學
- 華富邨寶血小學（1968年創辦，將於2029年停辦）
- 東華三院鶴山學校（2005年創辦）

已結束
- 廣悅堂魯班學校（1968年創辦），後來更名廣悅堂基悅小學。
- 鶴山學校（1969年創辦），2005年由東華三院接辦，並更名東華三院鶴山學校。
- 英皇書院同學會羅宗淦紀念小學，於1997年借用鶴山學校課室繼續辦學，至2001年因無法獲分配新校舍及借用期滿而結束。
- 佛教中華學校（1970年創辦），於1986年搬遷至鰂魚涌康山，並更名為佛教中華康山學校。

### 中學
- 香港培英中學（1879年創辦，1991年2月搬到現址
- 明愛莊月明中學 （1969年創辦，1997年1月搬到現址）
- 聖公會呂明才中學（1973年創辦）

- 香港利瑪竇書院（現址為培英中學）

### 大專
- 明德學院（2012年創辦）[33]，使用前廣悅堂基悅小學校舍。

### 特殊學校
- 東華三院徐展堂學校 （1981年創辦）

## 交通
華康街（Wah Hong Street）全長60米，位於華富邨內，南起華景街，北至域多利道聖保羅書院小學。

## 外景場地
- 電影《金榜題名》
- 電影《香港仔》
- 電影《逆流大叔》[40]
- 電影《智齒》[41]
- 電影《淪落人》[42]
- 無綫電視劇集《香港愛情故事》[43]
- 無綫電視劇集《下流上車族》[44]

## 盂蘭勝會
根據政府於2014年公布的香港首份非物質文化遺產清單，華生、華昌、華泰、華景及華翠樓各個互助委員會每年均會舉辦盂蘭勝會，是全港公共屋邨中屬較大規模，原因是與入伙早期有不少潮籍居民有關。而有關活動會在雙塔式大廈的中庭擺放神壇、紙紮鬼王，並進行開壇、破地獄、過橋和祭幽等儀式。不過自2020年因新型肺炎疫情，活動一直停辦至今，加上政府規定所有互助委員會於2023年1月1日前解散下，該傳統可能會失傳。

## 知名住客
法律界
- 黃仁龍：資深大律師，前律政司司長。[46][47]

學術界
- 趙善軒：歷史學者、經濟學者。

商界
- 沈嘉偉：時裝零售商I.T主席兼行政總裁，息影女星邱淑貞的丈夫。[46][47]
- 梁芷珊：香港企業家、市場推廣專家、填詞人、作家、人物專訪記者、電影及廣播劇編劇、電視及電台節目主持。
- 張永霖：前電訊盈科副主席。

資訊科技界
- 盧俊佳：香港中學會考首位十優狀元, 現於美國硅谷從事資訊科技行業 [48]。

體育界
- 林嘉成：已故英皇御准香港賽馬會前見習騎師[49]。
- 賴維銘：香港著名華藉騎師。

軍事界
- 蔡彼得：在英軍服役的華人炮兵，在香港保衛戰期間，他與隊友在雞籠灣炮台（Waterfall Bay AA Battery）操作高射炮擊落一架日軍飛機，而當年的雞籠灣炮台便是在華富邨所處的位置[50]，他之後亦成為華富邨的居民，並一直居住至2020年8月逝世。

演藝界
- 譚小環：女藝人，1994年香港小姐競選冠軍。[47]
- 黎燕珊：女演員 / 主持人，1985年亞洲小姐競選冠軍。[47]
- 寇鴻萍：女商人，前藝人，1982年香港小姐競選亞軍。[47]
- 韋家輝：電影製片人，前無綫電視監製，曾居住華美樓1401室，2022年12月參與房委會與無綫電視合作拍攝的《回家》特備節目，並返回該處探訪。
- 韋家雄：無綫電視合約男藝員，曾居住華美樓1401室，2022年12月參與房委會與無綫電視合作拍攝的《回家》特備節目，並返回該處探訪。
- 周華健：歌手[47]
- 阮小儀：商業電台唱片騎師，前無綫電視女藝員。[47]
- 文雋：香港電影監製、編劇、演員。[47]
- 商天娥：前無綫電視女藝員。
- 江華：前演員、歌手。
- 金剛：曾在香港商業電台的18樓C座任職前播音員。
- 李嘉玲：香港女演員
- 李家聲：香港男演員
- 藍奕邦：創作歌手
- 邱福龍：漫畫家

## 外部連結
- 房委會物業位置及資料 華富（一）邨 （页面存档备份，存于）
- 房委會物業位置及資料 華富（二）邨 （页面存档备份，存于）